# Иларион (Алфеев)
Митрополи́т Иларио́н (в миру Григо́рий Вале́риевич Алфе́ев; род. 24 июля 1966, Москва, СССР) — епископ Русской православной церкви на покое, митрополит. Богослов, патролог, церковный историк, композитор и педагог, доктор философии (1995), доктор богословия (1999). Председатель Синодальной библейско-богословской комиссии (2011—2024). Почётный президент Ассоциации образовательных организаций «Научно-образовательная теологическая ассоциация» (Ассоциация НОТА). Лауреат Государственной премии РФ (2020). С сентября 2022 года имеет второе гражданство — гражданство Венгрии.
Автор монографий, посвящённых жизни и учению Отцов Церкви, переводов с греческого и сирийского языков, трудов по догматическому богословию, статей в «Большой российской энциклопедии» и «Православной энциклопедии», многочисленных публикаций в периодической печати. Автор книги «Иисус Христос» (2019), вышедшей в серии «Жизнь замечательных людей». Автор музыкальных произведений камерного и ораториального жанра. Автор и ведущий документальных фильмов об истории и богослужении Православной церкви.
Митрополит Будапештский и Венгерский с 7 июня 2022 до 27 декабря 2024 года. С 31 марта 2009 по 7 июня 2022 года состоял на должностях: председателя отдела внешних церковных связей Московского патриархата, постоянного члена Священного синода, ректора Общецерковной аспирантуры и докторантуры имени святых равноапостольных Кирилла и Мефодия. Был ведущим телевизионной передачи «Церковь и мир» на телеканале «Россия-24».
Деятельность митрополита Илариона вызывает как положительные отклики, так и критику (предметом последней стали, в частности, усилия митрополита по внедрению теологии в светское научное сообщество).
Тезоименитство — 6 (19) июня, в день памяти преподобного Илариона Нового, игумена Далматского.

## Биография

### Происхождение
Родился 24 июля 1966 года в Москве.
Предки по материнской линии принадлежали к духовному сословию. Прапрадед Пётр Александрович Алфеев (1849—1905) был сыном диакона Самарской епархии, служил псаломщиком и диаконом в той же епархии. Прадед — Александр Петрович Алфеев (род. 1869), также был диаконом, служил в кафедральном соборе Самары, а также в Воскресенской и Ильинской церквах города. Умер в начале 1920-х годов от голода. Дед — Анатолий Александрович Алфеев (род. 22 июня 1908 г.) в начале Великой Отечественной войны был призван на фронт, воевал, был награждён медалью «За боевые заслуги». По окончании войны работал в отделе писем районной газеты.
Дед по отцовской линии — Григорий Маркович Дашевский, историк, научный сотрудник Института мирового хозяйства и мировой политики АН СССР, автор книг по Гражданской войне в Испании и другим историческим темам («Фашистская пятая колонна в Испании»; «Французский империализм в колониях»). В начале Великой Отечественной войны ушёл на фронт добровольцем. Погиб в 1944 году.
Отец — Валерий Григорьевич Дашевский (1938—1984); в 1968 году в Институте кристаллографии АН СССР защитил диссертацию на соискание учёной степени кандидата физико-математических наук по теме «Конформация ароматических молекул», а в 1973 году в Казанском университете защитил диссертацию на соискание учёной степени доктора физико-математических наук по теме «Аддитивная модель межатомных взаимодействий и её применение в конформационном анализе и молекулярной физике»; автор монографий по органической химии («Конформации органических молекул», «Конформационный анализ органических молекул»).

Мать — писательница Валерия Анатольевна Алфеева (род. 1938), автор книг «Цветные сны»; «Странники»; «Джвари»; «Невечерний свет»; «Священный Синай»; «Осанна». Воспитывала сына одна. Сам он вспоминает следующее: 
Решающее влияние на моё воспитание оказала мама — именно она сначала пришла к вере сама, а затем привела к вере меня. Писатель по профессии, она приобщила меня к интеллектуальному труду, научила любить книгу, открыла для меня мир классической русской литературы, а затем и мир религиозной литературы. Вместе с ней я в 11-летнем возрасте начал читать Святых Отцов.
В одиннадцать лет я был крещён — тайно, на дому. Лет с тринадцати начал регулярно ходить в церковь, а с пятнадцати — читать и прислуживать в алтаре храма Воскресения Словущего на Успенском вражке. На летние и зимние каникулы ездил в монастыри — Вильнюсский Свято-Духов и Псково-Печерский. 
Учился я в музыкальной школе имени Гнесиных, которая находилась недалеко от дома и храма. Меня готовили к тому, чтобы я стал музыкантом. С трёх лет я играл на фортепиано, с шести — на скрипке. Я не помню, о чём мечтал в детстве, но хорошо помню, что с пятнадцати лет думал лишь о том, чтобы быть священником и служить Церкви
С 1973 по 1984 год обучался в Московской средней специальной музыкальной школе имени Гнесиных по классу скрипки и композиции.

### Начало церковного служения
В 15 лет поступил чтецом в храм Воскресения Словущего на Успенском Вражке (Москва); по его позднейшим словам, с того времени «Церковь составляет главное содержание моей жизни». С 1983 года иподиаконствовал у митрополита Волоколамского и Юрьевского Питирима (Нечаева) и работал внештатным сотрудником издательского отдела Московского патриархата.
В 1984 году, по окончании школы, поступил на композиторский факультет Московской государственной консерватории. Учился в классе Алексея Николаева.
В 1984—1986 годах служил в пограничных войсках (отсрочка от призыва для студентов в те годы была отменена во многих вузах). Играл в оркестре Пограничных войск: «Всем оркестром мы ездили по погранзаставам Дальнего Востока, играли концерты эстрадной музыки. Моим инструментом был электроорган».
«Демобилизовался я в ноябре, но поступать в семинарию было поздно, учебный год уже начался. Чтобы не терять время, я решил поехать в монастырь Святого Духа в Вильнюсе». В январе 1987 года оставил обучение в Московской консерватории и поступил послушником в Виленский Свято-Духов монастырь.
19 июня 1987 года в соборе Виленского Свято-Духова монастыря архимандритом Никитой (Якеровичем) пострижен в монашество, а 21 июня в том же соборе рукоположён во иеродиакона архиепископом Виленским и Литовским Викторином (Беляевым). 19 августа в Пречистенском кафедральном соборе города Вильнюса рукоположён во иеромонаха епископом Уфимским и Стерлитамакским Анатолием (Кузнецовым) по благословению архиепископа Виленского и Литовского Викторина.
В 1988—1990 годах служил настоятелем храмов в городе Тельшяе, селе Колайняй (см. Смоленская церковь (Колайняй)) и селе Титувенай Виленской и Литовской епархии. В 1990 году назначен настоятелем Благовещенского кафедрального собора в Каунасе. По собственному признанию: «Когда я начинал свой священнический путь и служил в Литве, то просто нищенствовал. Мои прихожане были беднейшими людьми, а зарплату я получал символическую».
В 1990 году в качестве избранного делегата от духовенства Виленской и Литовской епархии участвовал в работе Поместного собора, избравшего патриархом митрополита Ленинградского Алексия. Выступил 8 июня с речью, посвящённой взаимоотношениям с Русской православной церковью заграницей (РПЦЗ).
В 1989 году заочно окончил Московскую духовную семинарию, а в 1991 году Московскую духовную академию (МДА) со степенью кандидата богословия. В 1993 году окончил аспирантуру МДА.
В 1991—1993 годах преподавал гомилетику, Священное Писание Нового Завета, догматическое богословие и греческий язык в МДА. В 1992—1993 годах преподавал Новый Завет в Православном Свято-Тихоновском богословском институте и патрологию в Российском православном университете святого апостола Иоанна Богослова.
В 1993 году был направлен на стажировку в Оксфордский университет, где под руководством православного богослова епископа (позже митрополита) Диоклийского Каллиста работал над докторской диссертацией на тему «Преподобный Симеон Новый Богослов и Православное Предание», изучал сирийский язык под руководством библеиста и сиролога профессора Себастиана Брока, совмещая учёбу со служением на приходах Сурожской епархии. В 1995 году защитил диссертацию с присуждением ему степени «доктора философии Оксфордского университета — D. Phil. (Oxon)».
С 1995 года работал в отделе внешних церковных сношений Московского патриархата (ОВЦС). 21 августа 1997 года в связи с реорганизацией ОВЦС возглавил новообразованный секретариат ОВЦС по межхристианским связям.
В 1995—1997 годах преподавал патрологию в Смоленской и Калужской духовных семинариях. В 1996 году читал курс лекций по догматическому богословию в Свято-Германовской православной духовной семинарии на Аляске (США).
С января 1996 года состоял в клире храма Святой великомученицы Екатерины на Всполье в Москве (подворье Православной церкви в Америке).
С 1996 по 2004 год был членом Синодальной богословской комиссии Русской православной церкви.
В 1997—1999 годах читал курсы лекций по догматическому богословию в Свято-Владимирской духовной семинарии в Нью-Йорке (США) и по мистическому богословию Восточной церкви на богословском факультете Кембриджского университета (Великобритания).
В 1999 году Свято-Сергиевским православным богословским институтом в Париже удостоен степени доктора богословия.
В 1999—2000 годах вёл ежедневную телевизионную передачу «Мир вашему дому» на телеканале «ТВ Центр».
В 1999—2002 годах продолжал публиковать статьи и книги, в числе которых фундаментальное исследование в двух томах «Священная тайна Церкви. Введение в историю и проблематику имяславских споров».
3 мая 2000 года в среду Светлой седмицы в храме Живоначальной Троицы в Хорошёве митрополитом Смоленским и Калининградским Кириллом возведён в сан игумена.

### Архиерейство
27 декабря 2001 года решением Священного Синода игумену Илариону по возведении в сан архимандрита определено быть епископом Керченским, викарием Сурожской епархии.
7 января 2002 года, в праздник Рождества Христова, в Успенском кафедральном соборе в Смоленске митрополитом Смоленским и Калининградским Кириллом возведён в сан архимандрита.
14 января 2002 года в Москве, в Храме Христа Спасителя, хиротонисан во епископа; хиротонию совершили: Патриарх Алексий II, митрополит Крутицкий и Коломенский Ювеналий (Поярков), митрополит Смоленский и Калининградский Кирилл (Гундяев), митрополит Волоколамский и Юрьевский Питирим (Нечаев), архиепископ Берлинский и Германский Феофан (Галинский), архиепископ Костромской и Галичский Александр (Могилёв), архиепископ Истринский Арсений (Епифанов), епископ Филиппопольский Нифон (Сайкали) (Антиохийский Патриархат), епископ Сергиевский Василий (Осборн), епископ Орехово-Зуевский Алексий (Фролов) и епископ Дмитровский Александр (Агриков).

#### Пребывание в Сурожской епархии
Епископ Иларион прибыл в епархию и по благословению митрополита Сурожского Антония (Блума) стал посещать приходы. В епархии возник чрезвычайно острый конфликт вокруг фигуры нового викария. Партию недовольных деятельностью епископа Илариона возглавлял старший викарий — епископ Василий (Осборн). По утверждению Михаила Сарни, «все страхи того, что „придут русские и уничтожат уникальную епархию“, как будто воплотились в одном человеке. Его энергия, энтузиазм, желание открывать новые приходы — всё казалось подозрительным. Митрополит Антоний со временем склонился на сторону возмущавшихся».
19 мая 2002 года с критикой действий епископа Илариона выступил в своём открытом Обращении правящий архиерей митрополит Антоний. Обращение сообщало, что у епископа Илариона есть 3 месяца, чтобы «открыть для себя сущность Сурожской епархии и сформировать мнение о том, готов или нет он продолжать в духе и в соответствии с теми идеалами, которые мы выработали в течение уже 53 лет. Если он не уверен, а мы не уверены, тогда мы, по общему согласию, расстанемся»; в нём также говорилось много положительного о епископе Иларионе: «У него много даров, которыми я никогда не обладал и никогда не буду обладать. Он молод, он силён, он доктор богословия, он написал несколько богословских книг, получивших высокую оценку, и он может внести очень значительный вклад — но только в том случае, если мы сформируем команду и будем едины».
Епископ Иларион выступил с ответным заявлением, в котором отвергались предъявленные ему обвинения и фактически осуждалась сложившаяся в лондонском Успенском соборе епархии литургическая практика.
В результате непримиримого противостояния епископ Иларион был отозван из епархии в июле того же года; решением Синода титул Керченского был усвоен старейшему викарию епархии архиепископу Анатолию (Кузнецову). После отъезда из епархии епископ Иларион написал очерк «Сурожская смута», в котором отмечал: «Сто тридцать дней, проведённые мною в Сурожской епархии в качестве викария митрополита Сурожского Антония (Блума), стали самым тяжёлым испытанием и потрясением всей моей жизни».

#### На должности Представителя в Брюсселе
Определением Священного Синода от 17 июля 2002 года назначен епископом Подольским, викарием Московской епархии, главой Представительства Русской православной церкви при европейских международных организациях. Находясь на этой должности, вёл активную информационную деятельность, выпуская электронный бюллетень «Europaica» на английском, французском и немецком языках, а также русскоязычное приложение к этому бюллетеню «Православие в Европе».
Регулярно участвовал во встречах руководства Евросоюза с религиозными лидерами Европы. В ходе этих встреч указывал на то, что толерантность должна распространяться на все традиционные религии Европы: «Приводя в пример отсутствия толерантности исламофобию и антисемитизм, политические лидеры Европы нередко забывают о различных проявлениях христианофобии и антихристианства». По словам епископа, «из истории Европы невозможно вычеркнуть две тысячи лет христианства. Отрицание христианских корней Европы недопустимо. Но важность христианства не исчерпывается историей. Христианство остаётся важнейшей духовно-нравственной составляющей европейской идентичности».
Выступал с критикой воинствующего секуляризма, призывая христиан Европы к диалогу с представителями секулярного гуманизма по вопросу о духовно-нравственных ценностях. По мнению епископа, «взрывоопасность сегодняшней межцивилизационной ситуации» в значительной степени обусловлена тем, что «западная либерально-гуманистическая идеология, исходя из представления о собственной универсальности, навязывает себя тем людям, которые воспитаны в иных духовно-нравственных традициях и имеют иные ценностные ориентиры». В этой ситуации «религиозным людям необходимо осознать особую ответственность, которая на них возложена, и вступить в диалог с секулярным мировоззрением, если же диалог с ним невозможен — то в открытое противостояние ему».
Гостями брюссельского представительства РПЦ за время возглавления его епископом Иларионом были королева Бельгии Паола, министр иностранных дел России И. С. Иванов, предстоятель Финляндской автономной православной Церкви архиепископ Лев, глава Евангелическо-Лютеранской Церкви Финляндии архиепископ Юкка Паарма, архиепископ Пражский и Чешских Земель Христофор.

#### Епископ Венский
Определением Священного синода от 7 мая 2003 года назначен епископом Венским и Австрийским с поручением временного управления Будапештской и Венгерской епархией и с сохранением должности Представителя Русской православной церкви при европейских международных организациях в Брюсселе.
В 2003 году начаты масштабные реставрационные работы в венском кафедральном соборе святителя Николая. 24 мая 2007 года собор посетил Президент Российской Федерации Владимир Путин. Гостями собора были также архиепископ Венский кардинал Кристоф Шёнборн, архиепископ Пражский и Чешских земель Христофор, председатель Национального собрания Австрии Андреас Коль.
В 2004 году начат и в 2006 году завершён капитальный ремонт храма во имя святого Лазаря Четверодневного в Вене.
13 октября 2004 года завершился судебный процесс о принадлежности Свято-Успенского собора в Будапеште, который пытался отобрать у Русской церкви Константинопольский патриархат. С 2003 по 2006 год собор неоднократно посещали высшие лица Российского государства, в том числе премьер-министры Михаил Касьянов и Михаил Фрадков. 1 марта 2006 года собор посетил президент Путин. Результатом этого визита стало решение властей Венгрии осуществить капитальный ремонт собора.
Выступил за возможность использования русского языка в православном богослужении, оговорившись, что считает недопустимым отказ от церковнославянского:

Между «человеком с улицы» и Православной Церковью существует множество барьеров — лингвистических, культурных, психологических и иных. И мы, духовенство, очень мало делаем для того, чтобы помочь человеку преодолеть эти барьеры. <…> В наших зарубежных епархиях многие прихожане, а особенно их дети, не только не понимают славянский язык, но и плохо понимают русский. Вопрос о доступности, внятности богослужения стоит очень остро. <…> Я думаю, что отказ от славянского языка и перевод всего богослужения на русский язык недопустим. Однако некоторые части богослужения вполне допустимо читать по-русски. Например, псалмы, Апостол и Евангелие.
В июле 2008 года, после наложения священноначалием РПЦ прещений на епископа Диомида (Дзюбана), выступил с резкой критикой последнего.
После смещения 4 сентября 2008 года с поста предстоятеля Православной церкви в Америке митрополита Германа (Свайко) кандидатура епископа Илариона (Алфеева) на пост предстоятеля ПЦА в октябре была предложена несколькими её священнослужителями. Причины, побудившие клириков ПЦА выдвинуть кандидатуру епископа Илариона, перечислены в статье бывшего декана Свято-Владимирской семинарии протопресвитера Фомы Хопко, по мнению которого епископ Иларион «молод, смел, умён, образован и проверен», «у него безупречная репутация как послушного иеромонаха и иерарха. У него прекрасная репутация как пастыря, учителя, проповедника и исповедника. Он имеет большой опыт в международной деятельности Православной церкви. Он свободно говорит по-английски и ещё на нескольких языках. Его уважают внутри и вне Православной церкви даже те, кто не согласны с его идеями и действиями».
Выдвижение кандидатуры епископа Илариона вызвало противоречивую реакцию внутри ПЦА в связи с тем, что он является иерархом Московского патриархата и из-за его конфликта с правящим епископом Сурожской епархии в 2002 году. Письмом в ПЦА от 6 ноября 2008 года епископ Иларион известил, что отказывается от выдвижения, поскольку считает, что ПЦА должен возглавлять американец. В руководстве Московского патриархата поддержали позицию епископа Илариона.
10 декабря 2008 года решением Священного синода включён в состав комиссии по подготовке Поместного собора Русской православной церкви, прошедшего 27 по 28 января 2009 года.

#### Председатель Отдела внешних церковных связей

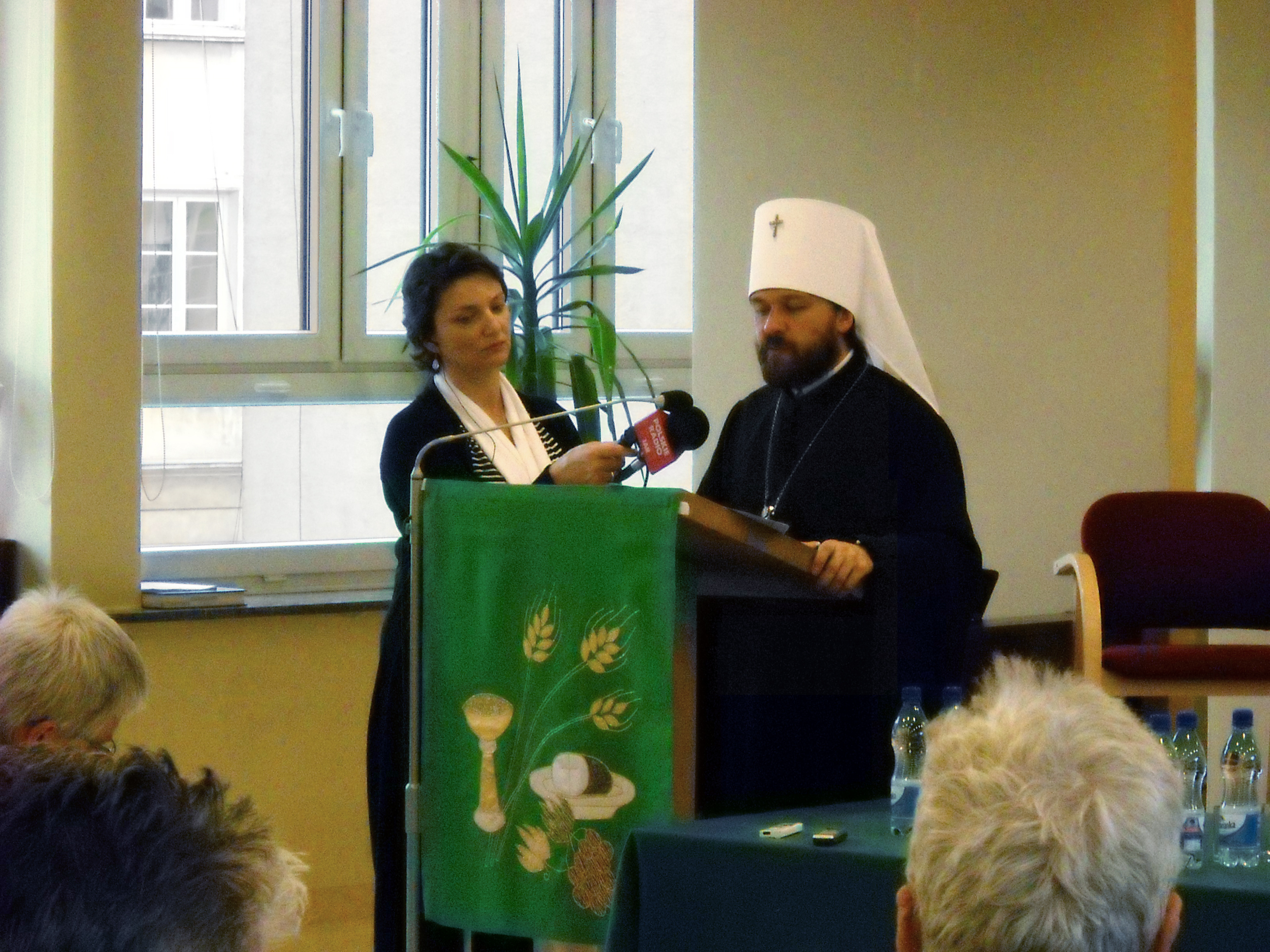
Выступление в Христианской богословской академии в Варшаве

31 марта 2009 года определением Священного синода был освобождён от управления Венско-Австрийской и Венгерской епархиями и назначен епископом Волоколамским, викарием Патриарха Московского и всея Руси, председателем отдела внешних церковных связей Московского патриархата и постоянным членом Священного синода по должности. В связи с назначением освобождён от должности главы представительства Московского патриархата при европейских международных организациях в Брюсселе. Одновременно назначен ректором общецерковной аспирантуры и докторантуры Московского патриархата.
14 апреля 2009 года указом Патриарха Кирилла назначен настоятелем московского храма в честь иконы Божией Матери «Всех Скорбящих Радость» (Преображения Господня) на Большой Ордынке.
20 апреля 2009 года в Успенском соборе Московского Кремля «в связи с назначением на пост, предполагающий постоянное участие в работе Священного Синода, и за усердное служение Церкви Божией» возведён патриархом Кириллом в сан архиепископа.
28 мая 2009 года включён в состав совета по взаимодействию с религиозными объединениями при Президенте Российской Федерации.
27 июля 2009 года включён в состав Межсоборного присутствия Русской православной церкви и его президиума.
С 11 ноября 2009 года — член российской части организационного комитета по проведению Года российской культуры и русского языка в Итальянской Республике и Года итальянской культуры и итальянского языка в Российской Федерации.
С 13 января 2010 года — член попечительского совета фонда «Русский мир».
С 29 января 2010 года — председатель комиссии Межсоборного присутствия Русской православной церкви по вопросам отношения к инославию и другим религиям и заместитель председателя комиссии Межсоборного присутствия Русской православной церкви по вопросам противодействия церковным расколам и их преодоления.
1 февраля 2010 года «во внимание к усердному служению Церкви Божией и в связи с назначением председателем Отдела внешних церковных связей Московского Патриархата — постоянным членом Священного Синода» возведён патриархом Кириллом в сан митрополита.
26 июля 2010 года включён в состав Патриаршего совета по культуре.
22 марта 2011 года решением Священного синода РПЦ по должности вошёл в состав Высшего церковного совета.
5 октября 2011 года решением Священного синода РПЦ назначен председателем Синодальной библейско-богословской комиссии.
С 30 декабря 2011 года — член российской части организационного комитета по проведению Года Российской Федерации в Федеративной Республике Германия и Года Федеративной Республики Германия в Российской Федерации.
25 декабря 2012 года решением Священного синода назначен председателем созданной тогда же Межведомственной координационной группы по преподаванию теологии в вузах.
26 декабря 2013 года решением Священного синода назначен руководителем (по должности) созданного тогда же Координационного центра по развитию богословской науки в Русской православной церкви.
24 декабря 2015 года решением Священного синода назначен представителем Русской православной церкви в Межрелигиозном совете России.
30 мая 2016 года назначен председателем объединённого диссертационного совета Д 999.073.04 по теологии Общецерковной аспирантуры и докторантуры имени святых равноапостольных Кирилла и Мефодия, Православного Свято-Тихоновского гуманитарного университета, Московского государственного университета имени М. В. Ломоносова и Российской академии народного хозяйства и государственной службы при президенте Российской Федерации.
15 февраля 2018 года был подписан учредительный договор создании Научно-образовательной теологической ассоциации (НОТА) — добровольного объединения вузов, создаваемой в целях объединения научно-организационной, научно-методической и экспертной деятельности российских вузов в сфере теологии. Президентом НОТА единогласно избран митрополит Волоколамский Иларион.

#### Митрополит Будапештский и Венгерский
7 июня 2022 года на заседании Священного синода РПЦ назначен митрополитом Будапештским и Венгерским с освобождением от должности председателя ОВЦС и ректора Общецерковной аспирантуры и докторантуры имени святых равноапостольных Кирилла и Мефодия. В СМИ было отмечено, что в журнале Священного синода (№ 61) ему не была выражена традиционная в таких случаях «благодарность за понесённые труды». 10 июня того же года в Отделе внешних церковных связей передал дела своему преемнику митрополиту Антонию (Севрюку). В западных СМИ его смещение с должности председателя ОВЦС интерпретировалось как следствие недовольства со стороны государственной власти РФ его недостаточно артикулированной поддержкой российского вторжения на Украину или скрытой оппозицией войне.
После литургии и вечерни с чтением коленопреклонных молитв 12 июня (Пятидесятница) в храме в честь иконы Божией Матери «Всех скорбящих Радость» на Большой Ордынке сказал присутствующим, что получил резолюцию от патриарха Кирилла «12.06 совершить Божественную литургию в храме Всех скорбящих Радость на Большой Ордынке и попрощаться с паствой», а также прокомментировал своё смещение со всех должностей в Москве и новое назначение, сказал, что он сам не знает «многих деталей», отметив: «Было сказано только то, что этого требует нынешняя общественно-политическая ситуация. Можете считать, что дорога сделала очень крутой поворот, я в него не вписался и оказался на обочине. Но это лучше, чем если бы я съехал в кювет, машина бы моя перевернулась и взорвалась». В своём прощальном слове также сказал: «Мы не должны драматизировать эти события. <…> Никогда я не искал ни высоких назначений, ни членства в синоде, ни каких-либо привилегий и никогда не буду скорбеть от того, что их лишился.». 15 июня 2022 года указом Патриарха Кирилла освобождён от должностей настоятеля храма иконы Божией Матери «Всех скорбящих Радость» на Большой Ордынке г. Москвы и Патриаршего подворья храма святых мучеников Михаила и Феодора Черниговских г. Москвы.
20 июня прибыл в Венгрию. 27 июня встретился с премьер-министром Венгрии Виктором Орбаном. 5 июля исключён из состава Совета по взаимодействию с религиозными объединениями при Президенте Российской Федерации. 14 октября принял участие в интронизации Патриарха Сербского Порфирия, состоявшейся в Печской Патриархии. 30 апреля 2023 года встретился в Будапеште с Папой Римским Франциском. По итогам встречи заявил: «Никакие политические вопросы не обсуждались. Встреча носила характер личного общения между двумя старыми знакомыми». В то же время, сам Франциск, коснувшись своей встречи с митрополитом Иларионом в беседе с журналистами, отметил, что они «говорили не о Красной шапочке и сером волке», добавив, что «всех интересует путь к миру».
30 августа 2022 года приказом Министерства науки и высшего образования РФ от № 1032/нк, диссертационный совет по теологии на базе ОЦАД, ПСТГУ, РАНХиГС и МГУ прекратил свою деятельность.
21 февраля 2023 года на Общем собрании руководителей и представителей университетов и духовных школ — членов Научно-образовательной теологической ассоциации (НОТА) сказал, что уже более полугода осуществляет служение в Венгрии, что затрудняет руководство работой Ассоциации и предложил избрать нового президента, выдвинув кандидатуру ректора Московской духовной академии епископа Звенигородского Кирилла (Зинковского). Открытым голосованием на пост президента Научно-образовательной теологической ассоциации был единогласно избран епископ Звенигородский Кирилл, митрополит Будапештский и Венгерский Иларион был избран на пост почётного президента Ассоциации.
8 июня 2023 года 11 украинских военнослужащих закарпатского происхождения были освобождены из российского плена и доставлены в Венгрию. В официальном сообщении, размещенном на сайте Московской Патриархии, об участии митрополита Илариона не упоминалось. Однако вице-премьер Венгрии Жолт Шемьен, курировавший акцию с венгерской стороны, отвечая на вопрос журналиста о подробностях акции, сказал: «Мы должны быть очень благодарны митрополиту Илариону: он был первым, с кем я переговорил». Встреча митрополита Илариона с Шемьеном состоялась 29 апреля.
19 июля 2023 года на Архиерейском Совещании Русской православной церкви в Троице-Сергиевой лавре выступил с докладом о подготовке Синодальной библейско-богословской комиссией документа «Об искажении православного учения о Церкви в деяниях Константинопольского Патриархата и выступлениях его представителей».

#### Отстранение от управления Венгерской епархией и почисление на покой
25 июля 2024 года решением Священного синода РПЦ «временно отстранён» от управления Будапештско-Венгерской епархией на время работы тогда же образованной Комиссии по изучению положения дел в Будапештско-Венгерской епархии; кроме того, был освобождён от должностей председателя Синодальной библейско-богословской комиссии и председателя Комиссии Межсоборного Присутствия по богословию и богословскому образованию. По мнению обозревателей в СМИ, решение синода было вызвано скандалом — вследствие публикации ранее в том же году обвинений его бывшего келейника в сексуальных домогательствах, а также в подтвержденных фотоснимками фактах ведения им образа жизни, несовместимого со статусом монашествующего — проведение свободного времени в прогулках на яхтах и горнолыжных курортах, приобретение в личную собственность крупного поместья с особняком под Будапештом. Опубликованное 10 июля на сайте Венгерской епархии «Открытое письмо духовенства Венгерской епархии в поддержку митрополита Будапештского и Венгерского Илариона», называвшее публикации в СМИ «грязной клеветнической кампанией», касательно статьи от 5 июля, написанной на основе утверждений бывшего иподиакона Илариона — Георгия Сузуки, утверждало также: «Не случайно она появилась в день приезда Премьер-министра Венгрии Виктора Орбана в Москву».
В опубликованном 23 октября 2024 года разговоре с РБК заявил: «Я отдал церкви всю свою жизнь. 37 лет я служу в священном сане, в том числе 22 года в архиерейском. 27 лет я был ближайшим помощником святейшего патриарха Кирилла. 13 лет я защищал церковь на её внешних рубежах и на этом нажил себе немало врагов. <…> Теперь пришло время церкви защитить меня от клеветнической кампании <…>»
27 декабря 2024 года решением Священного синода, имевшего «суждение о результатах работы Комиссии по изучению положения дел в Будапештско-Венгерской епархии», освобождён от управления епархией и почислен на покой; кроме того, синод постановил просить патриарха «обратить внимание митрополита Илариона на несоответствие характера его отношений с ближайшим окружением и его быта образу монаха и священнослужителя». Местом служения синод ему определил Петропавловский храм в Карловых Варах, Чехия. По этому поводу заявил, что «со смирением и благодарностью» принимает решение патриарха Кирилла и синода РПЦ.

## Церковно-дипломатическая деятельность

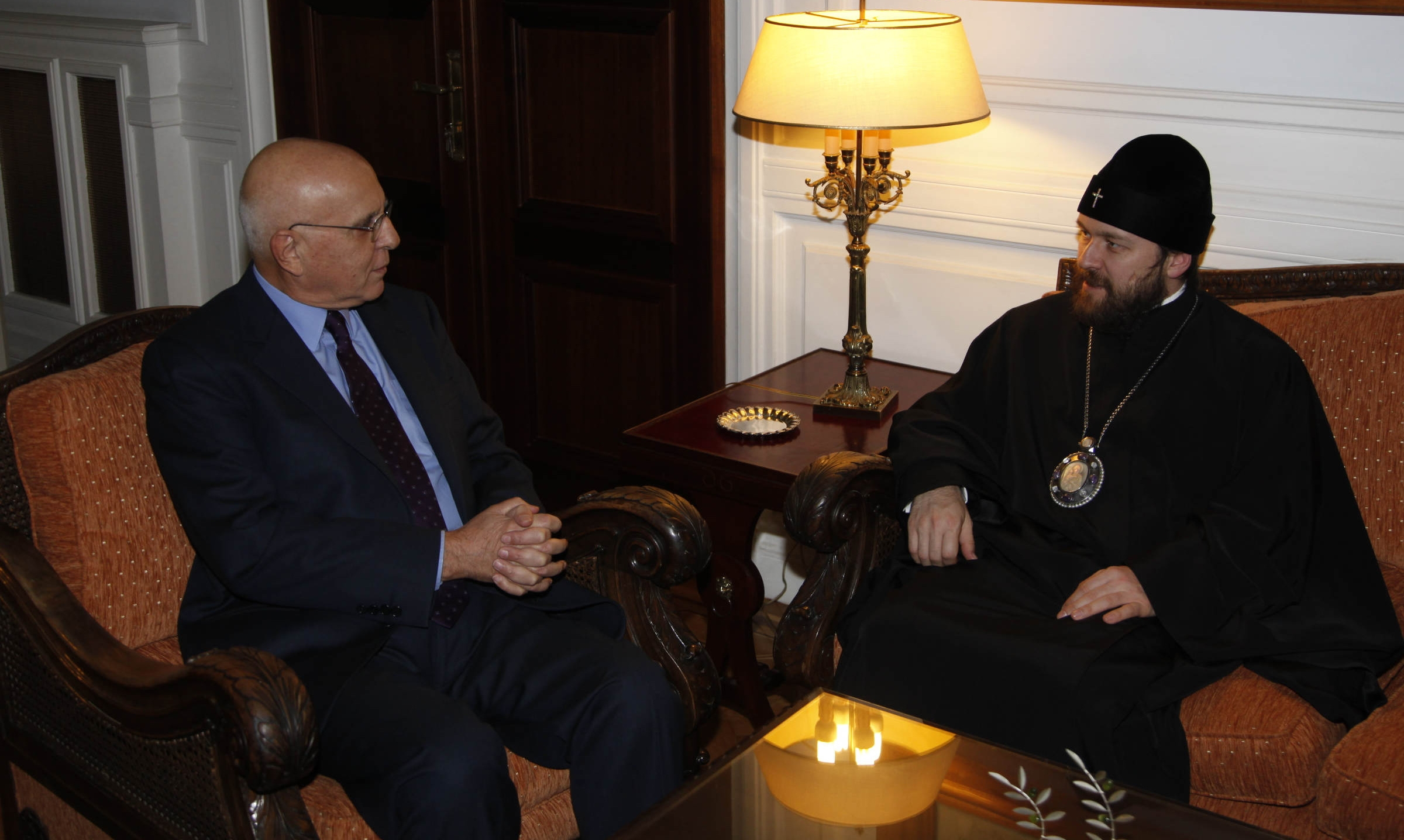
На встрече с министром иностранных дел Греции Ставросом Димасом. 12 декабря 2011 г.

В разные годы представлял Русскую православную церковь на различных международных и межхристианских форумах: был членом Исполнительного и Центрального комитетов Всемирного совета церквей, Постоянной комиссии по диалогу между Православными Церквами и Англиканской Церковью. Является членом Президиума богословской комиссии ВСЦ «Вера и церковное устройство».
9 июня 1998 года решением Священного Синода включён в состав делегации Русской Православной Церкви на XI богословском собеседовании представителей Русской Православной Церкви и Евангелической Церкви Финляндии, состоявшейся 12 по 19 октября 1998 года в Лаппеэнранте на тему «Церкви, религиозная свобода и отношения между Церковью и государством».
5 октября 1999 года решением Священного Синода включён в состав делегации Русской Православной Церкви на конференцию «Европа после Косовского кризиса: дальнейшие действия Церквей», прошедшей в Норвегии 15-16 ноября 1999 года.
С 2001 года принимал участие в двухстороннем диалоге Русской Православной Церкви с нехалкидонскими Церквями.
29 сентября 2006 года призвал к созданию православно-католического альянса для защиты традиционного христианства в Европе. По словам епископа, сегодня становится все труднее говорить о христианстве как единой системе ценностей, разделяемой всеми христианами мира: пропасть между «традиционалистами» и «либералами» неуклонно расширяется. В этой ситуации, по мнению епископа, необходимо консолидировать усилия тех Церквей, которые считают себя «Церквами Предания», то есть католиков и православных, включая т. н. «дохалкидонские» древние восточные Церкви. «Я не говорю сейчас о тех серьёзных догматических разногласиях, которые существуют между этими Церквами и которые должны обсуждаться в рамках двусторонних диалогов. Я говорю о необходимости заключения между этими Церквами некоего стратегического альянса, пакта, союза для защиты традиционного христианства как такового — защиты от всех вызовов современности, будь то воинствующий либерализм или воинствующий атеизм».
Участвовал в заседаниях Смешанной комиссии по православно-католическому диалогу в 2000 году в Балтиморе, в 2006 году в Белграде и в 2007 году в Равенне.
9 октября 2007 года покинул заседание Смешанной комиссии по православно-католическому диалогу в Равенне в знак протеста против решения Константинопольского Патриархата включить в состав православной делегации представителей Эстонской Апостольской Церкви, несмотря на то, что «Вселенский Патриархат с согласия всех православных членов предложил компромиссное решение, которое признавало бы несогласие Московского Патриархата со статусом автономной церкви Эстонии». Участник встречи заявил прессе, что католическая сторона, равно как и прочие православные участники были «несколько шокированы» ультиматумом епископа. Священный Синод РПЦ на заседании 12 октября 2007 года одобрил действия делегации РПЦ в Равенне.
В результате итоговый документ «Экклезиологические и канонические последствия сакраментальной природы Церкви» был подписан в отсутствие делегации Московского Патриархата. Документ, в частности, содержит такие положения, с которыми не согласен Московский Патриархат, как-то 39-й параграф документа, где говорится о «епископах поместных Церквей, находящихся в общении с Константинопольским престолом».
В интервью католическому агентству AsiaNews митрополит Иоанн (Зизиулас), представитель Константинопольского патриархата и сопредседатель Смешанной комиссии, заявил, что позиция епископа Илариона в Равенне — «выражение авторитаризма, цель которого — продемонстрировать влияние Московской церкви»; он также подчеркнул, что в итоге Московский Патриархат оказался «в изоляции, ибо ни одна другая православная Церковь не последовала его примеру».
В ответ епископ Иларион 22 октября 2007 года обвинил митрополита Иоанна в «срыве диалога» с Римско-Католической Церковью. По мнению епископа, уход Московского патриархата из диалога был выгоден Константинополю: «Очевидно, что Константинополь заинтересован в расширении православного понимания первенства во Вселенской Церкви. „Первенство чести“, закреплённое за Константинополем после 1054 года, таких его представителей, как митрополит Иоанн, больше не устраивает. А для того, чтобы превратить „первенство чести“ в реальную власть, положение о первенстве следует переформулировать по образцу папского примата в Римско-Католической Церкви. Пока представители Московского Патриархата будут продолжать участвовать в диалоге, добиться этого невозможно. Без них это будет сделать гораздо легче».
В интервью 15 ноября 2007 года подверг критике ряд положений равеннского документа по существу, но указал на то, что необходимо дать официальную оценку этого документа. Также он заявил о том, что численность Русской Церкви «превышает численность членов всех остальных поместных Православных церквей вместе взятых». На вопрос: «При каких обстоятельствах Восточные церкви смогут признать папу Римского главой Вселенской церкви?» — ответил: «Ни при каких. Главой Вселенской Церкви является Иисус Христос, и у него, согласно православному пониманию, не может быть наместника на земле. В этом фундаментальное отличие православного учения о Церкви от католического».
В 2009—2013 годах в рамках Синодальной библейско-богословской комиссии (изначально Синодальная богословская комиссия) руководил рабочей группой, которая готовила анализ равеннского документа, в итоге в 2013 году на заседании Священного Синода был принят документ «Позиция Московского Патриархата по вопросу о первенстве во Вселенской Церкви», в котором было подтверждено несогласие с его позицией.
9 мая 2014 года прибыл в Днепропетровск (Украина) для участия в праздновании 75-летия Днепропетровского митрополита Украинской православной церкви Московского патриархата Иринея (Середнего), однако при прохождении пограничного контроля в аэропорту его задержали и вручили письменное уведомление о запрете на въезд на Украину без указания причин. Митрополит Иларион огласил поздравительное послание Патриарха Московского Кирилла в помещении пункта пограничного контроля и там же вручил юбиляру орден святого благоверного князя Даниила Московского первой степени. 12 мая МИД РФ потребовал «от де-факто киевских властей исчерпывающих объяснений столь неуважительного отношения к священнослужителю высокого духовного сана и принесения соответствующих извинений».
В 2016 году возглавлял делегацию Русской Православной Церкви на XIV пленарной сессии смешанной международной комиссии по богословскому диалогу между Римско-Католической и Православной церквями в город Кьети.

## Богословско-литературная деятельность
В 1996 году опубликовал книгу «Таинство веры. Введение в православное догматическое богословие», выдержавшую 9 изданий в России и переведенную на 14 языков (английский, французский, немецкий, греческий, финский, сербский, испанский, японский, венгерский, украинский, македонский, шведский, грузинский, румынский).
В 1998 году опубликовал три монографии, посвященные жизни и учению Отцов Церкви: «Жизнь и учение св. Григория Богослова», «Преподобный Симеон Новый Богослов и православное Предание», «Мир Исаака Сирина».
В 2001 году опубликовал исследование «Христос — Победитель ада. Тема сошествия во ад в восточно-христианской традиции».
В 2002 году вышла в свет двухтомная монография епископа Илариона «Священная тайна Церкви. Введение в историю и проблематику имяславских споров», посвященная афонским спорам об имени Божием. Священник Николай Солодов назвал неоспоримым достоинством книги попытку «ввести дискуссию в рамки научной аргументации и приоритета поиска истины, а не победы над оппонентами»
1 февраля 2005 года избран приват-доцентом, а 7 февраля 2011 года — титулярным профессором богословского факультета Фрибургского университета (Швейцария) по немецкоязычной кафедре догматического богословия.
В 2008 году вышел 1-й том труда епископа Илариона «Православие», посвященный истории, каноническому устройству и вероучению Православной Церкви. В 2009 году вышел 2-й том того же труда.
В канун своего 50-летия митрополит Иларион объявил об окончании работы над 6-томной серией «Иисус Христос. Жизнь и учение» на презентации вышедшего в издательстве Сретенского монастыря 1-го тома этой серии под названием «Начало Евангелия». Следующие тома серии включают наименования: «Нагорная проповедь», «Чудеса Иисуса», «Притчи Иисуса», «Агнец Божий. Иисус в Евангелии от Иоанна», «Смерть и воскресение» Первая из шести книг митрополита Илариона о Христе представлена в Москве.
В разные годы состоял председателем редакционной коллегии журналов «Богословские труды» (Москва), «Журнал Московской Патриархии» и «Церковь и время» (Москва), членом редколлегии журналов «Studia Monastica» (Барселона), «Studii teologice» (Бухарест), научно-исторической серии «Византийская библиотека» (Санкт-Петербург).
Автор более 1000 публикаций, в том числе монографий по патристике, догматическому богословию и церковной истории, а также переводов творений Отцов Церкви с греческого и сирийского языков. Автор полного перевода «225 богословских, умозрительных и практических глав прп. Симеона Нового Богослова, частично вошедших в греческое „Добротолюбие“».

## Авторская программа на телевидении «Церковь и мир»
Митрополит Иларион — создатель и бессменный ведущий телевизионной передачи «Церковь и мир», выходившей на канале «Вести» (позже — «Россия-24») с сентября 2009 года. В передаче, хронометраж которой составлял в разное время от 20 до 30 минут, он освещал позицию Русской православной церкви по основным проблемам современности.
В течение первых нескольких лет соведущим программы был Иван Семёнов. Затем в программу приходили гости — политики, деятели культуры и искусства, врачи, спортсмены, представители иных профессий. Они задавали вопросы митрополиту по интересующим их темам. В дальнейшем вопросы митрополиту задавала Екатерина Грачёва. В завершающей части передачи митрополит Иларион отвечал на вопросы телезрителей.
Передача имела многомиллионную аудиторию в разных частях света. За 13 лет существования передачи вышло более 550 выпусков общим хронометражем более 200 часов эфирного времени.
Последний выпуск вышел 5 июня 2022 года.

## Музыкально-композиторская деятельность

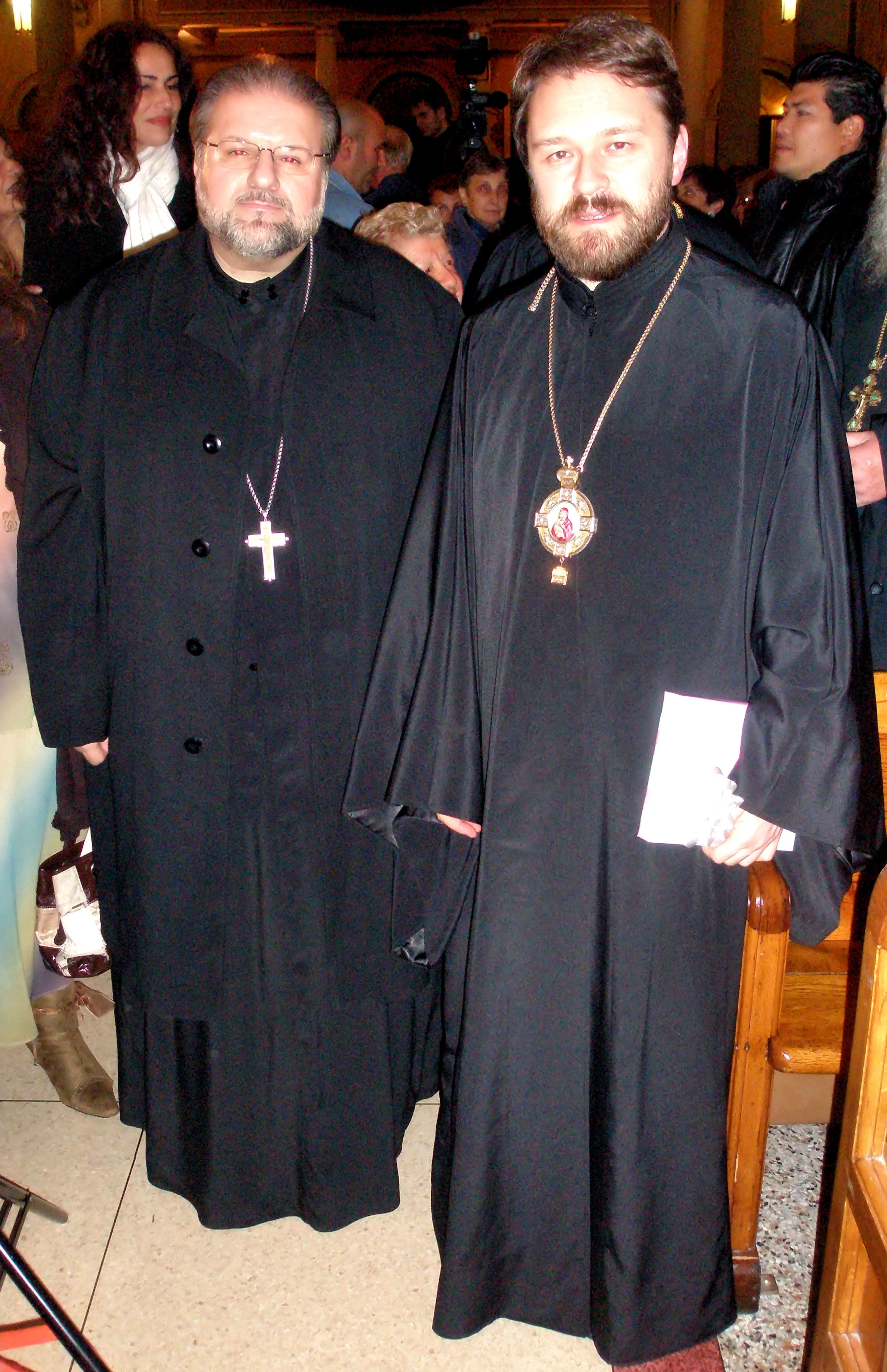
Епископ Венский Иларион с протопресвитером Панайотом Авгеропулосом в Базилике святого Павла в Торонто, где была впервые в Северной Америке исполнена оратория «Страсти по Матфею»

По собственному признанию: «когда мне было 20 лет, я был настроен очень радикально. Отошел от музыки и думал навсегда. Но, как говорится, человек предполагает, а Бог располагает. В какой-то момент, видимо, период радикализма миновал, я начал позволять себе понемногу слушать классическую музыку. Хотя активно ей все равно не занимался. Но в 2006 году что-то во мне вдруг поменялось — и я стал писать музыку».
В 2006—2007 годах написал «Божественную литургию» и «Всенощное бдение» для смешанного хора, «Страсти по Матфею» для солистов, хора и струнного оркестра, а также «Рождественскую ораторию» для солистов, хора мальчиков, смешанного хора и симфонического оркестра. Исполнения «Страстей по Матфею» и «Рождественской оратории» в Москве предварялись приветствием патриарха Московского и всея Руси Алексия II.
В течение 2007—2008 годов «Страсти по Матфею» были исполнены в Москве и Риме, а также в Мельбурне и Торонто.
В 2011 году совместно с Владимиром Спиваковым создал Московский Рождественский фестиваль духовной музыки, ежегодно проходящий в январе в московском Международном доме музыки. Митрополит Иларион и Владимир Спиваков стали художественными руководителями фестиваля. В 2012 году совместно со скрипачом Дмитрием Коганом создал Волжский фестиваль духовной музыки. В 2018 году совместно с ректором Московской государственной консерватории А. С. Соколовым создал Великопостный фестиваль духовной музыки, проходящий ежегодно в Большом Зале Консерватории и на других площадках.
Среди коллективов, с которыми выступал в разные годы в качестве дирижёра, были Большой симфонический оркестр имени Чайковского, Национальный филармонический оркестр России, Российский национальный оркестр, Московский государственный академический симфонический оркестр, Симфонический оркестр Москвы «Русская филармония», Государственный камерный оркестр «Виртуозы Москвы», Камерный оркестр «Московская камерата», Камерный ансамбль «Солисты Москвы», Оркестр Ансамбля классической музыки имени Б. Лятошинского (Киев), Салернский филармонический оркестр «Джузеппе Верди», Литовский камерный оркестр, Симфонический оркестр Сан-Ремо. В репертуар митрополита Илариона как дирижёра входят, помимо собственных сочинений, произведения Баха, Вивальди, Доменико Скарлатти, Перголези, Гайдна, Моцарта, Бетховена, Шуберта, Шумана, Брамса, Сезара Франка, Элгара, Грига, Римского-Корсакова, Стравинского, Хиндемита, Бартока, Шостаковича, Арво Пярта.

## Оценки деятельности

### Положительные отклики
Выступая на церемонии вручения Государственной премии Российской Федерации 12 июня 2021 года, президент России В. В. Путин дал следующую оценку деятельности митрополита Илариона:

Григорий Валериевич Алфеев — митрополит Волоколамский Иларион — продолжает традиции русского просвещения, сочетая служение церкви со светлой творческой деятельностью. Его литературные, музыкальные, кинематографические произведения становятся событием в культурной жизни страны, а просветительские программы на российском телевидении имеют многомиллионную аудиторию, причём во всём мире.
Объясняя причины, по которым президентский Совет по культуре и искусству принял решение о присуждении митрополиту Илариону Государственной премии в области литературы и искусства, советник Президента по культуре В. И. Толстой сказал: «Это уникальное явление в современной российской культуре, пожалуй, не имеющее аналогов по масштабу и разнообразию достижений, которые включают произведения литературы, музыкального искусства, киноискусства, теледокументалистики, просветительской работы, воспитания молодого поколения. Достаточно сказать, что его перу принадлежат 148 литературных и научных трудов, создано более 80 документальных фильмов. Его симфонические, камерные и хоровые произведения как композитора исполняют оркестры выдающихся дирижёров Владимира Спивакова, Владимира Федосеева, Валерия Гергиева».
Церковно-общественная и богословская деятельность митрополита Илариона имеет стабильную поддержку высшей церковной власти. В слове при вручении жезла епископу Керченскому Илариону Патриарх Московский и всея Руси Алексий II говорил: «Тебе пришлось много потрудиться на ниве духовного просвещения и богословского творчества. И здесь труд твой был не тщетен пред Господом (1 Кор. 15:58) и принес добрые плоды. Богословские исследования помогли тебе осознать величие Православия, глубину его догматического учения, приобщиться к сокровищнице святоотеческой мудрости». В предисловии к книге епископа Илариона «Православие» за подписью Патриарха Алексия II говорится: «Автор книги не понаслышке знаком с богатством богословского и литургического предания Православной Церкви. Получив разностороннее образование, епископ Иларион стал автором многочисленных монографий и статей на богословские и церковно-исторические темы, переводов с древних языков, духовно-музыкальных произведений. Многолетнее служение Матери Церкви, богатый опыт творческой деятельности и широкий кругозор позволяют ему представить предание Православной Церкви во всем его многообразии». Патриарх Московский и всея Руси Кирилл так оценил деятельность митрополита Илариона: «Более четверти века Вы стремитесь являть себя ревностным делателем Виноградника Христова. Отрадно свидетельствовать, что на всяком месте служения Вы со тщанием и ответственностью исполняете возлагаемые на Вас Священноначалием послушания. Как председатель Отдела внешних церковных связей Вы принимаете участие во многих международных встречах, ведете диалог с представителями различных культур и традиций, религиозных взглядов и убеждений. Немалых сил требует от Вас работа на посту ректора Общецерковной аспирантуры и докторантуры — ведущего учебного заведения, занимающегося подготовкой высокообразованных служителей и тружеников Церкви Христовой. Не менее значим Ваш вклад в работу возглавляемого Вами редакционного совета Журнала Московской Патриархии. Особо хотел бы отметить Ваши труды, направленные на просвещение наших современников светом Евангельской истины, на отстаивание традиционных нравственных ценностей, в том числе с помощью средств массовой информации и музыкального творчества».
Положительную оценку книге митрополита Илариона о Григории Богослове дал митрополит Сурожский Антоний: «По своему подходу эта книга является редкостным вкладом не только в наше богословское познание одного из величайших святителей Православной Церкви, но и в раскрытие его личности как человека». В свою очередь, архиепископ Александр (Голицын) пишет о книге Илариона «Преподобный Симеон Новый Богослов и православное Предание»: «Епископ Иларион (Алфеев) — звезда первой величины в созвездии православных учёных, чьи работы увидели свет в последние годы<…> Эта книга — наилучшее введение в изучение Симеона на английском языке и, безусловно, одно из лучших исследований на данную тему, доступных на каком-либо ином языке. Те, кто намерен серьёзно изучать Симеона Нового Богослова, будут обязаны начать именно с этой работы». Актёр Пётр Мамонов говорил об Исааке Сирине: «Я открыл для себя этого святого при помощи тогда иеромонаха, а ныне митрополита Илариона (Алфеева), его книжки „Духовный мир преподобного Исаака Сирина“. Я тогда путался в вере, колебался, это было лет двенадцать назад. И мне попалась в руки эта книжка. Меня поразило, что смысл весь в любви, и то, как у Исаака это сказано, и какой он сам там выходит. Я стал его читать. И лично мне больше не надо ничего».
Высокая оценка трудов митрополита Илариона в академическом сообществе выразилась во вручении ему многочисленных почётных докторских и профессорских степеней ведущими российскими и зарубежными учебными заведениями. Выступая на церемонии вручения митрополиту почетного звания доктора Дипломатической академии МИД России, её ректор Е. П. Бажанов, в частности, сказал: «Во-первых, митрополит Иларион — выдающийся государственный деятель: это министр иностранных дел нашей Церкви, вносящий огромный вклад в укрепление мира во всем мире, урегулирование международных конфликтов, развитие диалога между различными цивилизациями и конфессиями<…> Во-вторых, митрополит Иларион (и это тоже общеизвестное обстоятельство) является выдающимся общественным деятелем. Почти каждый день мы слышим по радио и телевидению выступления Владыки, читаем статьи о нём, его собственные статьи в нашей прессе, где он высказывается по самым животрепещущим для нашего общества вопросам — вопросам морали, нравов, воспитания молодежи<…> В-третьих, митрополит Иларион — выдающийся организатор науки<…> Именно благодаря владыке Илариону теология вновь является наукой: она признана официально и под руководством митрополита активно развивается<…> В-четвертых, митрополит Иларион — выдающийся писатель, ученый, автор более сорока монографий, более шестиста статей по самым разным и очень важным темам<…> Ещё одно качество Митрополита, которое нас вдохновляет и вызывает позитивные эмоции, это то, что он — выдающийся композитор».
Положительно о музыкальном творчестве митрополита Илариона отозвался, в частности, певец Евгений Нестеренко, заметивший, что «православный епископ выступил как композитор-новатор! Он первый, кто сумел использовать баховскую форму оратории и наполнить все 28 номеров православным каноническим духом», и дирижёр Владимир Федосеев, нашедший, что в музыке митрополита Илариона «много замечательных страниц, страниц, наполненных духовностью… эта музыка проникает в душу любого человека», а также ректор Московской консерватории Александр Соколов, по мнению которого, «это не музыка для Литургии, но тем не менее она ведет человека к Богу через знание о Боге, к духовному через душевное… Это совершенно необыкновенное ощущение новой России. Это не просто новый жанр, а новое явление в культуре и духовности», и декан композиторского факультета Московской консерватории Александр Кобляков, написавший «Мы безумно благодарны владыке Илариону за новое воплощение „Страстей“, за возвышенность и чистоту звучания, за интонационную искренность, за доступность изложения. Мы нуждаемся в такой современной, доступной, чистой, тональной музыке. Музыке, которая восстанавливает утраченную связь с публикой». В то же время музыкальный критик Пётр Поспелов уподобил «Страсти по Матфею» епископа Илариона тому, «как деревенский певец перепевает на свой лад городской романс. Или художник из народа изготавливает рукописную книгу, подражая печатным изданиям», а Борис Филановский, рецензируя «Страсти по Матфею» утверждал: «Это поделка недоучки. Отчасти корявые стилизации под Баха или Моцарта — не потому, что они такие духовные, а просто что на слуху, под то и стилизуем. Отчасти честное богослужебное пение — в концертном зале, однако, звучащее как напыщенная паралитургическая вампука, лопающаяся от сознания собственной духовности…»
Кинорежиссёр Никита Михалков говорит: «Музыка митрополита Илариона — замечательная, духовная, проникнутая огромной мощью веры, надежды, а самое главное — любви». Дирижёр Максим Шостакович, говоря о «Рождественской оратории» митрополита Илариона, отмечал: «Это произведение глубокое и важное… Главное, чего удалось Владыке Илариону достичь, это его собственное присутствие: он как бы сидит среди учеников, и он всё это видит своими глазами. И это производит огромное впечатление. Это вызывает огромное доверие к тому, что вы слышите… Это чудное произведение искусства». В свою очередь, композитор Антон Висков, говоря о «Страстях по Матфею» митрополита Илариона, писал: «Музыка эта универсальна и всечеловечна: она доступна всем людям без разграничения национальности, без разграничения конфессий. Такое небывалое духовное воздействие музыки никого не может оставить равнодушным, и только греховное чувство гордыни может вызвать какие-либо отрицательные эмоции по отношению к ней. По широте своего воздействия, по новизне музыкального языка, по глубине духовного содержания, „Страсти по Матфею“ епископа Илариона, безусловно, новаторское произведение, не имеющего себе аналогов в отечественной музыкальной литературе». По словам хорового дирижёра, народного артиста России Льва Конторовича, «музыка Владыки Илариона очень яркая, глубокая и искренняя. Это по-настоящему православная музыка… Когда мы исполняем её, люди реагируют очень горячо, она производит очень сильное впечатление и оставляет глубокий след в душе». А Владимир Спиваков характеризует митрополита Илариона как «человека Ренессанса», «потому что его книги изданы более чем на 30 языках разных стран, его музыка звучит во всем мире, и его деятельность отмечена всеми».
Музыкальное творчество митрополита Илариона стало объектом исследования ряда музыковедов.
Как пишет Е. В. Попова, «одной из главных особенностей стиля сочинений митрополита Илариона является специфическая герменевтика словесного и музыкального текстов. Канонический источник, воспринятый на уровне богословского толкования, получает дальнейшее „разъяснение“ в музыкальных образах. В итоге, автор предоставляет слушателю уникальную возможность разобраться в непростом содержании того или иного события, постичь его смысловой код и на уровне вербальном, и на уровне музыкальном». По словам В. П. Лозинской, «наш современник, митрополит и композитор Иларион (Алфеев) расширил границы музыки, вывел её за пределы Церкви, сумел показать величие и красоту музыкального искусства, рассказать миру о добре и зле, привлечь всех нас к истории жизни Христа и Его искупительной жертве за весь человеческий род. Музыка Илариона (Алфеева), где бы она ни исполнялась, в церкви или в концертном зале, о самом главном — о Любви, которая вечна». А. А. Сиднёва считает, что «в композиторском творчестве митрополита Илариона можно проследить два направления. Одно из них является продолжением русской церковно-певческой традиции, второе, являясь антитезой музыкальному авангарду и исчерпавших его экспериментаторских устремлений, отражает приверженность автора эстетике неоклассицизма».
М. Л. Зайцева отмечает, что в оратории «Страсти по Матфею» митрополита Илариона «баховские приемы полифонического развития соседствуют с приемами использования канонических церковных песнопений и построения композиции, традиционных для литургий византийского типа». В свою очередь, Н. С. Ренёва подчёркивает, что митрополит Иларион является «не только одним из правящих архиереев Русской православной церкви и важной фигурой в современной религиозной жизни России, но и выдающимся композитором», в чьем творчестве «полифония представлена во всем богатстве своих видов и форм, что, с одной стороны, служит доказательством его творческого профессионализма и высокой степени рационализации композиторского процесса, а с другой, демонстрирует опору на определённые традиции западноевропейской и отечественной музыки, представленные у него, как правило, в синтезе».

### Критика
Деятельностью митрополита Илариона по внедрению теологии в светское научное сообщество недовольны сторонники атеистического мировоззрения. В 2017 году, по итогам голосования большинства жюри на форуме «Учёные против мифов — 5», Г. В. Алфеев стал лауреатом («почётным академиком») антипремии Врунической академии лженаук (ВРАЛ) с формулировкой за «неоценимый вклад во внедрение теологии в российскую систему образования». Несмотря на то, что другим основным кандидатом был телеведущий РЕН ТВ Игорь Прокопенко, члены жюри посчитали, что хотя «Прокопенко убивает разум», но «Алфеев убивает образование». Член жюри биоинформатик Михаил Гельфанд в связи с этим заявил: «Как меня учили на военном деле, надо выбирать ту цель, которой мы можем нанести наибольший ущерб». Несмотря на то, что член жюри научный журналист Наталия Дёмина выступила в защиту митрополита Илариона: «Я посмотрела его биографию. У него хорошее образование. Кандидатская в Оксфорде, преподавал в Кембридже, окончил Гнесинку… Не то что эти двое. Хватит критиковать людей за веру!», ей возразила член жюри генетик Светлана Боринская: «Это никак не связано с верой. Кесарю кесарево. Не надо проповедовать в храмах науки. Не надо смешивать науку и религию». Член жюри президент просветительского фонда «Эволюция» Пётр Талантов высказал мнение, что, «Алфеев — символ. Он олицетворяет идущее последние несколько лет наступление церковных чиновников на науку, образование и здравый смысл». Премия была присуждена митрополиту Илариону. В свою очередь один из организаторов форума Георгий Соколов в связи с этим отмечал: «мы его не „протолкнули“. За него проголосовало столько людей, что мы решили отступить от нашего правила. Лично я считаю, что зря».
Ряд богословских построений будущего митрополита (тогда иеромонаха) Илариона подвергался критике со стороны других православных богословов. Так, учение Илариона, якобы схожее с учением об апокатастасисе, критиковалось протоиереем Валентином Асмусом и Юрием Максимовым. Священник Даниил Сысоев на этом же основании причислял Илариона к «модернистам».
Некоторые намёки на католическое учение о первенстве папы в трудах Илариона были замечены Валентином Асмусом, а священник Пётр Андриевский критиковал положительное отношение богослова к Ассирийской церкви Востока. Французский патролог Жан-Клод Ларше пытался связать взгляды митрополита с униатством, однако в целом дает высокую оценку его трудам. В частности, о книге Илариона «Православие» он пишет: «Изложение ясное и хорошо упорядоченное. Хотя книга носит вводный характер, автор подходит к рассматриваемым вопросам полно и глубоко. В книге заметна не только твердая патристическая культура автора, но и чувство равновесия и меры, которое он постоянно проявляет». Говоря о книге «Образ Невидимого», представляющей собой французский перевод части второго тома книги «Православие», Ларше отмечает «обширную личную культуру» автора и «педагогический характер изложения», благодаря чему «эта книга вписывается в значительную пастырскую работу, которую епископ Иларион, обладая незаурядными талантами и работоспособностью, развивает в течение многих лет параллельно с официальной „дипломатической“ деятельностью». Ориентация митрополита Илариона на диалог и взаимодействие с неправославными конфессиями Запада также вызывает обвинения в «экуменизме» со стороны части православных консерваторов.

## Санкции
23 января 2023 года, из-за вторжения России на Украину внесён в санкционный список Украины за пропаганду и поддержку войны против Украины, оказавшись в списке из 22 граждан России «которые, прикрываясь духовностью, поддерживают террор и геноцидную политику». Ранее Алфеев был внесён ФБК в список разжигателей войны, как «российский пропагандист», с предложением введения против него международных санкций. Однако эксперты отмечают, что Иларион «ни разу не высказывался в поддержку войны на Украине публично, всегда обходил эту тему <…> не был пропагандистом идеи „русского мира“». В передаче «Церковь и мир» от 29 января 2022 года Иларион говорил: «Во-первых, давайте вспомним, какой ценой Россия побеждала в войнах. Эта цена — миллионы жизней. Во-вторых, давайте вспомним о том, что каждая война приносит неисчислимые бедствия людям. Также надо помнить о том, что исход войны непредсказуем. Можно ли считать, что Россия победила в Первой мировой войне? Давайте вспомним, с каким энтузиазмом Россия вступала в неё, какими патриотическими чувствами сопровождалось вступление России в эту войну. Мог ли кто-нибудь тогда предположить, что через три года Россия рухнет?.. По всем этим причинам я глубоко убежден в том, что война — это не метод решения накопившихся политических проблем».

## Книги
- Таинство веры. Введение в православное догматическое богословие. — М.-Клин: Изд-во Братства Святителя Тихона, 1996.
- Отцы и учители Церкви III века. Антология. В 2 т. — М.: Круглый стол по религиозному образованию и диаконии, 1996.
- Жизнь и учение св. Григория Богослова. — М.: Изд-во Крутицкого патриаршего подворья, 1998.
- Духовный мир преподобного Исаака Сирина. — М.: Изд-во Крутицкого патриаршего подворья, 1998.
- Преподобный Симеон Новый Богослов и православное Предание. — М.: Изд-во Крутицкого патриаршего подворья, 1998.
- Преподобный Исаак Сирин. О божественных тайнах и о духовной жизни. Новооткрытые тексты. / Пер. с сирийского[К 1] — М.: Изд-во «Зачатьевский монастырь», 1998.
- Преподобный Симеон Новый Богослов. Главы богословские, умозрительные и практические. / Пер. с греч. — М.: Изд-во «Зачатьевский монастырь», 1998.
- Восточные Отцы и учители Церкви IV века. Антология. В 3 т. — М.: Круглый стол по религиозному образованию и диаконии, 1998—1999. Том I, Том II, Том III.
- Ночь прошла, а день приблизился. Проповеди и беседы. — М.: Изд-во Крутицкого патриаршего подворья, 1999.
- Православное богословие на рубеже эпох. Статьи, доклады. — М.: Изд-во Крутицкого патриаршего подворья, 1999.
- Преподобный Симеон Новый Богослов. «Прииди, Свет истинный». Избранные гимны в стихотворном переводе с греческого. — СПб.: Алетейя, 2000.
- Восточные Отцы и учители Церкви V века. Антология. — М.: Круглый стол по религиозному образованию и диаконии, 2000.
- Христос — Победитель ада. Тема сошествия во ад в восточно-христианской традиции. — СПб.: Алетейя, 2001.
- О молитве. — Клин: Фонд «Христианская жизнь», 2001.
- Вы — свет мира. Беседы о христианской жизни. — Клин: Фонд «Христианская жизнь», 2001.
- Человеческий лик Бога. Проповеди. — Клин: Фонд «Христианская жизнь», 2001.
- Преподобный Симеон Новый Богослов. Преподобный Никита Стифат. Аскетические произведения в новых переводах. — Клин: Фонд «Христианская жизнь», 2001.
- Священная тайна Церкви. Введение в историю и проблематику имяславских споров. В 2 т. — СПб.: Алетейя, 2002.
- Во что верят православные христиане. Катехизические беседы. — Клин: Фонд «Христианская жизнь», 2004.
- Православное свидетельство в современном мире. — СПб.: Изд-во Олега Абышко, 2006.
- Православие. Т. I: История, каноническое устройство и вероучение Православной Церкви. / предисл. Святейшего Патриарха Московского и всея Руси Алексия II. — М: Изд-во Сретенского монастыря, 2008.
- Православие. Т. II: Храм и икона, Таинства и обряды, богослужение и церковная музыка. — М: Изд-во Сретенского монастыря, 2009.
- Патриарх Кирилл: Жизнь и миросозерцание. — М.: Эксмо, 2009.
- Беседы с митрополитом Иларионом. — М.: Эксмо, 2010.
- Как обрести веру. — М.: Эксмо, 2011.
- Как прийти в Церковь. — М.: Эксмо, 2011.
- Главное таинство Церкви. — М.: Эксмо, 2011.
- Церковь открыта для каждого. Выступления и интервью. — Минск: Белорусская православная церковь, 2011.
- Праздники Православной Церкви. — М.: Эксмо, 2012.
- Обряды Православной Церкви. — М.: Эксмо, 2012.
- Церковь в истории. — М.: Изд-во Моск. патриархии, 2013.
- Бог: Православное учение. — М.: Эксмо, 2014.
- Иисус Христос: Бог и человек. — М.: Эксмо, 2014.
- Творение Божие: Мир и человек. — М.: Эксмо, 2014.
- Церковь: Небо на земле. — М.: Эксмо, 2014.
- Конец времен: Православное учение. — М.: Эксмо, 2014.
- Иисус Христос. Жизнь и учение. Кн. I: Начало Евангелия. — М.: Изд-во Сретенского монастыря, 2016.
- Иисус Христос. Жизнь и учение. Кн. II: Нагорная проповедь. — М.: Изд-во Сретенского монастыря, 2016.
- Иисус Христос. Жизнь и учение. Кн. III: Чудеса Иисуса. — М: Изд-во Сретенского монастыря, 2017.
- Иисус Христос. Жизнь и учение. Кн. IV: Притчи Иисуса. — М.: Изд-во Сретенского монастыря, 2017.
- Иисус Христос. Жизнь и учение. Кн. V: Агнец Божий. — М.: Изд-во Сретенского монастыря, 2017.
- Иисус Христос. Жизнь и учение. Кн. VI: Смерть и Воскресение. — М.: Изд-во Сретенского монастыря, 2017.
- Четвероевангелие. Учебник бакалавра теологии. Т. I. — М.: Познание, 2017.
- Апостол Павел. Биография. М.: Познание, 2017
- Катехизис. Краткий путеводитель по православной вере. — М.: Эксмо, 2017.
- Проповеди. Т. I: Праздники. — М: Изд-во Троице-Сергиевой лавры, 2017.
- Проповеди. Т. II: Воскресные дни. — М.: Изд-во Троице-Сергиевой лавры, 2017.
- Проповеди. Том III: Великий пост и Страстная седмица. — М: Изд-во Троице-Сергиевой Лавры, 2018.
- Апостол Пётр. Биография. — М.: Познание, 2018.
- Благодать и закон. Толкование на Послание апостола Павла к Римлянам. — М.: Познание, 2018.
- Литургия. Исторический и богословский комментарий к Литургиям Иоанна Златоуста и Василия Великого. — М.: Познание, 2018.
- Евангелие от Иоанна. Исторический и богословский комментарий. — М.: Познание, 2018.
- Две истории о Рождестве Христовом. — М.: Познание, 2018.
- Что говорят нам Евангелия о Воскресении Христовом? — М.: Познание, 2018.
- Иисус Христос. Биография. Серия «Жизнь замечательных людей». — М.: Молодая гвардия; Познание, 2019.
- Патриарх Кирилл. Биография. Серия «Жизнь замечательных людей». — М.: Молодая гвардия; Познание, 2019.
- Четвероевангелие. Учебник бакалавра теологии. Т. II. — М.: Познание, 2019.
- Евангелие от Матфея. Исторический и богословский комментарий. Т. I (главы 1-12). — М.: Познание, 2019.
- Евангелие от Матфея. Исторический и богословский комментарий. Т. II (главы 13-28). — М.: Познание, 2019.
- Отче наш. Толкование молитвы. — М.: Познание, 2019.
- Чему подобно Царство Небесное? Восемь притч Иисуса Христа. — М.: Познание, 2019.
- Заповеди Блаженства. — М.: Познание, 2019.
- Последний пророк и первый апостол. — М.: Познание, 2017.
- Четвероевангелие. Учебник бакалавра теологии. Т. III. — М.: Познание, 2020.
- Неудобные вопросы о религии и Церкви. — М.: Познание, 2020.
- Евангелие Достоевского. — М.: Познание, 2021.
- Деяния апостолов. Учебник бакалавра теологии. — М.: Познание, 2021.
- Тайна Богоматери. Истоки и история почитания Пресвятой Девы Марии в первом тысячелетии. — М.: Познание, 2021.
- Святые наших дней. — М.: Познание, 2021.
- Патриарх Кирилл. Биография. — М.: Познание, 2021.
- Тайна семи звёзд. Рассказы и очерки. — М.: Познание, 2022.
- О дьяволе и бесах. — М.: Познание, 2024.

На английском языке
- St Symeon the New Theologian and Orthodox Tradition. Oxford: Oxford University Press, 2000.
- The Spiritual World of Isaac the Syrian. Cistercian Studies No 175. Kalamazoo, Michigan: Cistercian Publications, 2000.
- The Mystery of Faith. Introduction to the Teaching and Spirituality of the Orthodox Church. London: Darton, Longman and Todd, 2002; New York: SVS Press, 2009.
- Orthodox Witness Today. Geneva: WCC Publications, 2006.
- Christ the Conqueror of Hell. The Descent into Hell in Orthodox Tradition. New York: SVS Press, 2009.
- Orthodox Christianity. Volume I: The History and Canonical Structure of the Orthodox Church. New York: SVS Press, 2011.
- Orthodox Christianity. Volume II: Doctrine and Teaching of the Faith. New York: SVS Press, 2012.
- Orthodox Christianity. Volume III: The Architecture, Icons and Music of the Orthodox Church. New York: SVS Press, 2014.
- Prayer: Encounter with the Living God. New York: SVS Press, 2015.
- Orthodox Christianity. Volume IV: The Worship and Liturgical Life of the Orthodox Church. New York: SVS Press, 2016.
- Orthodox Christianity, Volume V: Sacraments and Other Rites. New York: SVS Press, 2019.
- Jesus Christ, His Life and Teaching, Volume I: The Beginning of the Gospel. New York: SVS Press, 2019.
- Jesus Christ, His Life and Teaching, Volume II: The Sermon on the Mount. New York: SVS Press, 2020.
- Jesus Christ, His Life and Teaching, Volume III: The Miracles of Jesus. New York: SVS Press, 2021.
- Jesus Christ, His Life and Teaching, Volume IV: The Parables of Jesus. New York: SVS Press, 2021.
- Jesus Christ, His Life and Teaching, Volume V: The Lamb of God. New York: SVS Press, 2024.
- Catechism: A Short Guide to Orthodox Christianity. New York: SVS Press, 2024.

На французском языке
- Le mystère de la foi. Introduction à la théologie dogmatique orthodoxe. Paris: Cerf, 2001.
- L’univers spirituel d’Isaac le Syrien. Bellefontaine, 2001.
- Syméon le Studite. Discours ascétique. Introduction, texte critique et notes par H. Alfeyev. Sources Chrétiennes 460. Paris: Cerf, 2001.
- Le chantre de la lumière. Initiation à la spiritualité de saint Grégoire de Nazianze. Paris: Cerf, 2006.
- Le Nom grand et glorieux. La vénération du Nom de Dieu et la prière de Jésus dans la tradition orthodoxe. Paris: Cerf, 2007.
- Le mystère sacré de l’Eglise. Introduction à l’histoire et à la problématique des débats athonites sur la vénération du Nom de Dieu. Fribourg: Academic Press, 2007.
- L’Orthodoxie I. L’histoire et structures canoniques de l’Eglise orthodoxe. Paris: Cerf, 2009.
- L’Orthodoxie II. La doctrine de l’Eglise orthodoxe. Paris: Cerf, 2012.
- Image de l’Invisible. L’art dans l'Église orthodoxe. Paris: Les Éditions Sainte-Geneviève, 2017.
- Le sermon sur la montagne. Paris: Syrtes, 2018.
- Le début de l'Évangile. Paris: Syrtes, 2021.

На итальянском языке
- La gloria del Nome. L’opera dello schimonaco Ilarion e la controversia athonita sul Nome di Dio all’inizio dell XX secolo. Bose: Qiqajon, 2002.
- La forza dell’amore. L’universo spirituale di sant’Isacco il Syro. Bose: Qiqajon, 2003.
- Cristo Vincitore degli inferi. Bose: Qiqajon, 2003.
- Cristiani nel mondo contemporaneo. Bose: Qiqajon, 2013.
- La Chiesa ortodossa. 1. Profilo storico. Bologna: Edizione Dehoniane, 2013.
- La Chiesa ortodossa. 2. Dottrina. Bologna: Edizione Dehoniane, 2014.
- La Chiesa ortodossa. 3. Tempio, icona e musica sacra. Bologna: Edizione Dehoniane, 2015.
- La Chiesa ortodossa. 4. Liturgia. Bologna: Edizione Dehoniane, 2017.
- La Chiesa ortodossa. 5. Sacramenti e riti. Bologna: Edizione Dehoniane, 2018.
- L’icona: Arte, bellezza e mistero. Bologna: Edizione Dehoniane, 2018.
- Il mistero della fede. Tesori di spiritualità ortodossa. Milano: Monasterium, 2019.
- Il discorso della montagna — Gesù Cristo. Vita e insegnamento II. Milano: San Paolo, 2019.
- Morte e resurrezione — Gesù Cristo. Vita e insegnamento VI. Milano: San Paolo, 2020.
- L’inizio del Vangelo. — Gesù Cristo. Vita e insegnamento I. Milano: San Paolo, 2021.
- I miracoli di Gesù. — Gesù Cristo. Vita e insegnamento III. Milano: San Paolo, 2022.
- Catechismo. Breve guida alla fede Ortodossa. Roma: Nova Millenium Romae, 2022.
- Le parabole di Gesù. — Gesù Cristo. Vita e insegnamento IV. Milano: San Paolo, 2024.

На испанском языке
- El misterio de la fe. Una introduction a la Teologia Ortodoxa. Granada: Nuevo Inicio, 2014.
- Cristianismo ortodoxo I: Historia y estructura canónica de la Iglesia Ortodoxa. Mexico: Barek, 2022.

На португальском языке
- Mistério da fé. Introdução à teologia dogmática ortodoxa. Lisboa, 2018.
- O Futuro do Cristianismo. Lisboa: Lucerna, 2019.
- Jesus Cristo, Vida e ensinamentos. Lisboa: Lucerna, 2020.

На немецком языке
- Geheimnis des Glaubens. Einführung in die orthodoxe dogmatische Theologie. Aus dem Russischen übersetzt von Hermann-Josef Röhrig. Herausgegeben von Barbara Hallensleben und Guido Vergauwen. Universitätsverlag Freiburg Schweiz, 2003. 2. Ausgabe — Fribourg: Academic Press, 2005.
- Vom Gebet. Traditionen in der Orthodoxen Kirche. Münsterschwarzach: Vier-Türme-Verlag, 2012.
- Die Zukunft der Tradition. Gesellschaft, Familie, Christentum. Berlin: Landt, 2016.
- Katechismus. Kurze Wegbegleitung durch den orthodoxen Glauben. Münster: Aschendorff Verlag, 2017.

На греческом языке
- Άγιος Ισαάκ ο Σύρος. Ο πνευματικός του κόσμος. Αγιολογική Βιβλιοθήκη, αρ. 17. Εκδόσεις ΑΚΡΙΤΑΣ. Αθήνα, 2005.
- Το μυστήριο της Πίστης. Εκδόσεις ΕΝ ΠΛΩ. Αθήνα, 2011.

На сербском языке
- Тајна вере: увод у православно догматско богословље. Превод са руског Ђорђе Лазаревић; редактор превода Ксенија Кончаревић. Краљево: Епархијски управни одбор Епархије жичке, 2005.
- Ви сте светлост свету. Беседе о хришћанском животу. Са руског превео Никола Стојановић. Редактура превода проф. др Ксенија Кончаревић. Краљево, 2009.
- Живот и учење светог Григорија Богослова. Превод Никола Стојановић. Редактура превода др Ксенија Кончаревић, проф. Краљево, 2009.
- Христос Победитељ ада. Тема силаска у ад у источно-хришћанском предању. Са руског превела Марија Дабетић. Крагујевац, 2010.
- Православно богословље на размећу векова. Са руског превела Марија Дабетић. Крагујевац, 2011.
- Патријарх Кирил: живот и гледиште. Превод Ксенија Кончаревић. Београд, 2012.
- Духовни свет преподобног Исака Сирина. Превела са руског др Ксенија Кончаревић. Нови Сад: Беседа, 2017.
- У шта верују православни хришћани. C руског превео епископ моравички Антоније (Пантелић). Београд, 2019.
- Јеванђеље Достојевског. Београд: Globos Aleksandrija, 2023.

На финском языке
- Uskon mysteeri. Johdatus ortodoksiseen dogmaattiseen teologiaan. Ortodoksisen kirjallisuuden julkaisuneuvosto. Jyväskylä, 2002.

На венгерском языке
- A hit titka. Bevezetés az Ortodox Egyház teológiájába és lelkiségébe. Budapest: Magyar Ortodox Egyházmegye, 2005.
- Az imádságról. Budapest: Kairosz Kiadó, 2017.
- Katekizmus. Rövid útmutató az ortodox hithez. Fordította: Sipos Barnabás, Zimonyi Irina. Budapest: Kairosz Kiadó, 2019.
- Jésus Kristus. Életút. Fordította: Zimonyi-Kalinyina Irina. Budapest: Kairosz Kiadó, 2022.
- Szíriai Szent Efrém imája. Fordította: Sipos Barnabás. Budapest: Kairosz Kiadó, 2023.

На польском языке
- Mysterium wiary. Wprowadzenie do prawosławnej teologii dogmatycznej. Warszawska Metropolia Prawosławna, 2009.

На румынском языке
- Hristos, biruitorul iadului. Coborarea la iad din perspectiva teologica. Bucureşti: Editura Sophia, 2008.
- Sfântul Simeon Noul Teolog şi traditia ortodoxa. Bucureşti: Editura Sophia, 2009.
- Lumea duhovnicească a Sfântului Isaac Sirul. Iaşi: Editura Doxologia, 2013.
- Taina credinței. Introducere în teologia dogmatică ortodoxă. Iaşi: Editura Doxologia, 2014.
- Rugăciunea. Întălnire cu Dumnezeul cel Viu. Iaşi: Editura Doxologia, 2016.
- Taina Sfântă Bisericii. Introducere în istoria şi problematica disputelor imiaslave. Kluj-Napoca: Editura Renaşterea, 2021.

На арабском языке
- سر الإيمان. — بيروت : تعاونية النورالأرثوذكسية، ٢٠١٦.‎

На японском языке
- アルフェエフ, イラリオン. 信仰の機密 / イラリオン・アルフェエフ著 ; ニコライ高松光一訳. — 東京 : 東京復活大聖堂教会, 2004年。
- 祈りについて（ロシア正教会駐日代表部訳）教友社、2020年。
- 『正教会の暦で読む毎日の福音』（ニコライ小野成信訳）教友社、2021年。

На китайском языке
- 正教導師談祈禱卅二講 貝 伊拉里翁總主教 電視演講， 愛西里爾 譯 2009 年
- 作者 都主教伊拉里雍 阿爾菲耶夫 正信奧義 China Orthodox Press 2015 年
- 教理問答 正教信仰指南 China Orthodox Press 2020 年

На украинском языке
- Таїнство віри: Вступ до православного богослов’я. Київ, 2009.
- Про молитву. Київ, 2015.

На болгарском языке
- Тайнството на вярата. Увод в православното богословие. София, 2014.

На македонском языке
- Тајната на верата. Вовед во православното догматско богословие. Скопје, 2009.

На чешском языке
- Izák Syrský a jeho duchovní odkaz. Přel. Jaroslav Brož a Michal Řoutil. Praha, Červený Kostelec: Nakladatelství Pavel Mervart, 2010.
- Kristus — vítěz nad podsvětím: téma sestoupení do pekel ve východokřesťanské tradici. Přeložil: Antonín Čížek. Praha, Červený Kostelec: Nakladatelství Pavel Mervart, 2013.
- Mystérium víry. Uvedení do pravoslavné teologie. Překlad: Antonín Čížek. Praha, Červený Kostelec: Nakladatelství Pavel Mervart, 2016.

На словенском языке
- Duhovni svet Izaka Sirskega. Prevod Simon Malmenvall. Ljubljana: Logos, 2024.

На шведском языке
- Trons mysterium. En introduktion till den ortodoxa kyrkans troslära och andlighet. Stockholm: Artos & Norma Bokförlag, 2010.

На эстонском языке
- Usu saladus. Sissejuhatus õigeusu teoloogiasse. Tallinn, 2017.

На грузинском языке
- სარწმუნოების საიდუმლოება. თბილისი, 2013.

На армянском языке
- Հիսուս Քրիստոս. Կենսագրություն. Երեւան, 2022 թ.
- Աղոթքի մասին. Մոսկվա, 2022 թ

Большая Российская энциклопедия
- Каллист : [арх. 17 октября 2022] / Епископ Иларион (Алфеев) // Большая российская энциклопедия : [в 35 т.] / гл. ред. Ю. С. Осипов. — М. : Большая российская энциклопедия, 2004—2017.
- Киприан : [арх. 2 декабря 2022] / Епископ Иларион (Алфеев) // Большая российская энциклопедия : [в 35 т.] / гл. ред. Ю. С. Осипов. — М. : Большая российская энциклопедия, 2004—2017.
- Симеон новый Богослов : [арх. 6 декабря 2022] / Митрополит Иларион (Алфеев) // Большая российская энциклопедия : [в 35 т.] / гл. ред. Ю. С. Осипов. — М. : Большая российская энциклопедия, 2004—2017.

Православная энциклопедия
- Епископ Иларион (Алфеев). Венская и Австрийская епархия // Православная энциклопедия. — М., 2004. — Т. VII : Варшавская епархия — Веротерпимость. — С. 660—661. — 39 000 экз. — ISBN 5-89572-010-2.
- Епископ Иларион (Алфеев), диакон Михаил Желтов, А. А. Турилов, Л. В. Литвинова, О. В. Л., А. А. Лукашевич, Э. В. Шевченко. Григорий Богослов // Православная энциклопедия. — М., 2006. — Т. XII : Гомельская и Жлобинская епархия — Григорий Пакуриан. — С. 668—712. — 39 000 экз. — ISBN 5-89572-017-X.
- Архиепископ Иларион (Алфеев). Иларион (Домрачёв) // Православная энциклопедия. — М., 2009. — Т. XXII : Икона — Иннокентий. — С. 166—172. — 39 000 экз. — ISBN 978-5-89572-040-0.
- Архиепископ Иларион (Алфеев). Имяславие // Православная энциклопедия. — М., 2009. — Т. XXII : Икона — Иннокентий. — С. 457—495. — 39 000 экз. — ISBN 978-5-89572-040-0.
- Архиепископ Иларион (Алфеев). Имя Божие // Православная энциклопедия. — М., 2009. — Т. XXII : Икона — Иннокентий. — С. 430—457. — 39 000 экз. — ISBN 978-5-89572-040-0.
- Митрополит Иларион (Алфеев). Исаак Сирин // Православная энциклопедия. — М., 2011. — Т. XXVI : Иосиф I Галисиот — Исаак Сирин. — С. 695—731. — 39 000 экз. — ISBN 978-5-89572-048-6.
- Митрополит Иларион (Алфеев). Каллист (Уэр) // Православная энциклопедия. — М., 2012. — Т. XXIX : К — Каменац. — С. 521—523. — 39 000 экз. — ISBN 978-5-89572-025-7.
- Митрополит Иларион (Алфеев). Киприан (Керн) // Православная энциклопедия. — М., 2013. — Т. XXXIII : Киево-Печерская лавра — Кипрская икона Божией Матери. — С. 708—711. — 33 000 экз. — ISBN 978-5-89572-037-0.
- Митрополит Иларион (Алфеев). Кирилл, Патриарх Московский и всея Руси // Православная энциклопедия. — М., 2014. — Т. XXXIV : Кипрская православная церковь — Кирион, Вассиан, Агафон и Моисей. — С. 382—500. — 33 000 экз. — ISBN 978-5-89572-039-4.
- Митрополит Иларион (Алфеев). Павел, ап. // Православная энциклопедия. — М., 2019. — Т. LIII : Онуфрий — Павел. — С. 626—661. — 39 000 экз. — ISBN 978-5-8957-2060-8.
- Митрополит Иларион (Алфеев). Петр, ап. // Православная энциклопедия. — М., 2019. — Т. LV : Пасхальные споры — Петр Дамаскин. — С. 530-553. — 39 000 экз. — ISBN 978-5-89572-062-2.
- Митрополит Иларион (Алфеев). Римлянам Послание // Православная энциклопедия. — М., 2020. — Т. LIX : Псой Египетский — Ринальди. — С. 675-696. — 39 000 экз. — ISBN 978-5-89572-066-0.
- Митрополит Иларион (Алфеев). Симеон Новый Богослов // Православная энциклопедия. — М., 2021. — Т. LXIII : Сергий — Синаксарь. — С. 563-578. — 39 000 экз. — ISBN 978-5-89572-069-1.

## Музыкальные произведения
Сочинения для хора и оркестра
- «Страсти по Матфею» для солистов, хора и струнного оркестра (2006). Первое исполнение: Москва, Большой зал Московской консерватории, 27 марта 2007 года. Исполнители: Хор Государственной Третьяковской галереи и Большой симфонический оркестр имени Чайковского. Дирижёр Владимир Федосеев. Партитура: Митрополит Иларион (Алфеев). Страсти по Матфею. М.: Музыка, 2011.
- «Рождественская оратория» для солистов, хора мальчиков, смешанного хора и большого симфонического оркестра (2007). Первое исполнение: Вашингтон (США), Национальная кафедральная базилика, 17 декабря 2007 года. Исполнители: Хор Государственной Третьяковской галереи, Хор Музыкального колледжа при Московской консерватории, Московская хоровая капелла мальчиков, Вашингтонский хор мальчиков, Центральный симфонический оркестр Министерства обороны. Дирижёр Валерий Халилов. Партитура: Митрополит Иларион (Алфеев). Рождественская оратория. М.: Музыка, 2012.
- Симфония для хора и оркестра «Песнь восхождения» на слова псалмов (2008). Первое исполнение: Москва, Колонный зал Дома Союзов, 12 ноября 2009 года. Исполнители: Хор Государственной Третьяковской галереи, Большой Симфонический оркестр им. Чайковского. Дирижёр Алексей Пузаков. Партитура: Митрополит Иларион (Алфеев). Сочинения для оркестра и хора. М.: Музыка, 2014. С. 65-123.
- «Stabat Mater» для солистов, хора и оркестра (2011). Первое исполнение: Московский международный Дом музыки, 23 января 2012 года. Хор академии хорового искусства имени В. С. Попова, Национальный филармонический оркестр России. Дирижёр Владимир Спиваков. Партитура: Митрополит Иларион (Алфеев). Сочинения для оркестра и хора. М.: Музыка, 2014. С. 4-64.

Духовная музыка для хора а капелла
- «Божественная Литургия» для смешанного хора (2006). Первое исполнение: Москва, Храм святителя Николая в Толмачах, 6 июля 2006 года, Хор Государственной Третьяковской галереи под управлением Алексея Пузакова. Первое концертное исполнение: Большой Зал Московской консерватории, 7 декабря 2006 года, исполнители те же. Партитура: Митрополит Иларион (Алфеев). Собрание богослужебных песнопений. М.: Живоносный источник, 2014. С. 7-56 (переложение для мужского хора: Там же. С. 57-106).
- «Песнопения Божественной Литургии (Литургия № 2)» для смешанного хора. Партитура: Митрополит Иларион (Алфеев). Собрание богослужебных песнопений. М.: Живоносный источник, 2014. С. 107—142.
- «Всенощное бдение» для солистов и смешанного хора (2006). Первое исполнение: Москва, Большой Зал Московской консерватории, 7 декабря 2006 года, Хор Государственной Третьяковской галереи под управлением Алексея Пузакова. Партитура: Митрополит Иларион (Алфеев). Собрание богослужебных песнопений. М.: Живоносный источник, 2014. С. 143—212.

Камерная и инструментальная музыка
- «Песни о смерти». Сюита для голоса с оркестром на слова Федерико Гарсиа Лорки (соч. 1984, оркестровка 2011).
- Concerto grosso для двух скрипок, альта, виолончели, клавесина и струнного оркестра (2012). Первое исполнение: 16 апреля 2012 года, Оружейная палата Московского Кремля. Исполнители — камерный оркестр Самарской государственной филармонии «Volga Philharmonic». Дирижёр и солист — Дмитрий Коган (скрипка).
- Фуга на тему BACH для симфонического оркестра (2012). Первое исполнение: Большой зал консерватории, 7 февраля 2013 года. Московский государственный академический симфонический оркестр. Дирижёр — Павел Коган. Партитура: Митрополит Иларион (Алфеев). Сочинения для оркестра и хора. М.: Музыка, 2014. С. 125—142.

Музыка в кинофильмах
- «Дирижёр». Фильм режиссёра Павла Лунгина, музыкальная драма, в основе которой оратория «Страсти по Матфею», написанная митрополитом Иларионом . Фильм вышел в прокат 29 марта 2012 года. Телеканал Россия показал фильм «Дирижёр» накануне Пасхи, 14 апреля 2012 года[211].
- «Заилийский Фавор». Фильм-исследование режиссёра Константина Харалампидиса. Студия «Константинополь», 2009.
- Вилли и Ники. Фильм режиссёра Сергея Босенко, 2014.

## Фильмы
Документальные циклы о православном вероучении, богослужении и истории Церкви
- Человек перед Богом. Цикл из 10 фильмов. Премьера: ТК «Культура» весной 2011 г. Автор и ведущий: митрополит Иларион (Алфеев). Фильм 1: Введение во храм. Фильм 2: Икона. Фильм 3: Таинство Крещения. Фильм 4: Таинство Евхаристии. Фильм 5: Таинство Брака. Фильм 6: Исповедь, молитва и пост. Фильм 7: Богородица и святые. Фильм 8: Таинство Елеосвящения (соборование) и чин отпевания. Фильм 9: Богослужение. Фильм 10: Праздники.
- Церковь в истории. Цикл из 10 фильмов. Впервые показан на ТК «Культура» весной 2012 г. Автор и ведущий — митрополит Иларион. Фильм 1: «Иисус Христос и его церковь». Фильм 2: «Эпоха мученичества». Фильм 3: «Эпоха Вселенских соборов». Фильм 4: «Крещение Руси». Фильм 5: «Великая схизма». Фильм 6: «Падение Византии». Фильм 7: «Православие на Руси». Фильм 8: «Синодальный период». Фильм 9: «Гонения на церковь в России XX века». Фильм 10: «Православные церкви на современном этапе».
- Праздники. Документальный цикл из 15 фильмов. Автор и ведущий митрополит Иларион. Выходил на ТК «Культура» в дни великих церковных праздников, начиная с августа 2013 по июль 2014 г.

О Православии в разных странах
- Путешествие на Афон. Автор и ведущий: митрополит Иларион (Алфеев). Премьера: ТК «Культура» 23 и 24 ноября 2012 г.
- Православие в Китае. Автор и ведущий: митрополит Иларион (Алфеев). Премьера: ТК «Культура» 15 мая 2013 г.
- Паломничество в Святую Землю. Автор и ведущий: митрополит Иларион (Алфеев). Премьера: ТК «Россия-24» в июне 2013 г.
- Второе крещение Руси. Автор и ведущий: митрополит Иларион (Алфеев). К 1025-летию Крещения Руси. Премьера: ТК «Россия-1» 22 июля, ТК «Интер» (Украина) 28 июля 2013 г.
- Православие на Британских островах. Автор и ведущий: митрополит Иларион (Алфеев). Премьера: ТК «Культура» 18 июня 2014 г.
- Православие в Японии. Автор и ведущий: митрополит Иларион (Алфеев). Премьера: ТК «Культура» 16 августа 2014 г.
- Православие в Америке. Автор и ведущий: митрополит Иларион (Алфеев). Премьера: ТК «Культура» 24 августа 2014 г.
- С Патриархом на Афоне. Автор и ведущий: митрополит Иларион (Алфеев). Премьера: ТК «Культура» 14 декабря 2014 г.
- Православие в Грузии. Автор и ведущий: митрополит Иларион (Алфеев). Премьера: ТК «Культура» 20 декабря 2014 г.
- Православие в Сербских землях. Автор и ведущий: митрополит Иларион (Алфеев). Премьера: ТК «Культура» 21 декабря 2014 г.
- Православие в Болгарии. Автор и ведущий: митрополит Иларион (Алфеев). Премьера: ТК «Культура» 24 октября 2015 г.
- Православие в Румынии. Автор и ведущий: митрополит Иларион (Алфеев). Премьера: ТК «Культура» 7 ноября 2015 г.
- Православие на Крымской земле. Автор и ведущий: митрополит Иларион (Алфеев). Премьера: ТК «Культура» 2 апреля 2016 г.
- Храм святого Саввы. Автор и ведущий: митрополит Иларион (Алфеев). Премьера: ТК «Россия-24» 23 января 2021 г. Повтор: ТК «Культура» 26 апреля 2021 г.
- Православие в Польше. Автор и ведущий: митрополит Иларион (Алфеев). Премьера: ТК «Культура» 27 апреля 2021 г.
- Антиохийская Церковь. Автор и ведущий: митрополит Иларион (Алфеев). Премьера: ТК «Культура» 28 апреля 2021 г.
- Иерусалимская Церковь. Автор и ведущий: митрополит Иларион (Алфеев). Премьера: ТК «Культура» 29 апреля 2021 г.

Иисус Христос. Жизнь и учение
- Фильм 1: Начало Евангелия. Автор и ведущий: митрополит Иларион (Алфеев). Премьера: ТК «Культура» 6 апреля 2020 г.
- Фильм 2: Выход на проповедь. Автор и ведущий: митрополит Иларион (Алфеев). Премьера: ТК «Культура» 7 апреля 2020 г.
- Фильм 3: Иисус и Его нравственное учение. Автор и ведущий: митрополит Иларион (Алфеев). Премьера: ТК «Культура»8 апреля 2020 г.
- Фильм 4: Чудеса. Автор и ведущий: митрополит Иларион (Алфеев). Премьера: ТК «Культура» 9 апреля 2020 г.
- Фильм 5: Притчи. Автор и ведущий: митрополит Иларион (Алфеев). Премьера: ТК «Культура» 13 апреля 2020 г.
- Фильм 6: Тайная вечеря. Автор и ведущий: митрополит Иларион (Алфеев). Премьера: ТК «Культура» 14 апреля 2020 г.
- Фильм 7: Смерть Иисуса. Автор и ведущий: митрополит Иларион (Алфеев). Премьера: ТК «Культура» 15 апреля 2020 г.
- Фильм 8. Воскресение. Автор и ведущий: митрополит Иларион (Алфеев). Премьера: ТК «Культура» 16 апреля 2020 г.

Об апостолах Петре и Павле
- Апостол Петр. Фильм 1. Автор и ведущий: митрополит Иларион (Алфеев). Премьера: ТК «Культура» 12 июля 2020 г.
- Апостол Петр. Фильм 2. Автор и ведущий: митрополит Иларион (Алфеев). Премьера: ТК «Культура» 12 июля 2020 г.
- Апостол Павел. Автор и ведущий: митрополит Иларион (Алфеев). Премьера: ТК «Культура» 17 января 2021 г.

Евангелие Достоевского
- Фильм 1: «Преступление и наказание». Автор и ведущий: митрополит Иларион (Алфеев). Премьера: ТК «Культура» 8 ноября 2021 г.
- Фильм 2: «Идиот». Автор и ведущий: митрополит Иларион (Алфеев). Премьера: ТК «Культура» 9 ноября 2021 г.
- Фильм 3: «Бесы». Автор и ведущий: митрополит Иларион (Алфеев). Премьера: ТК «Культура» 10 ноября 2021 г.
- Фильм 4: «Братья Карамазовы». Автор и ведущий: митрополит Иларион (Алфеев). Премьера: ТК «Культура» 11 ноября 2021 г.

О музыке и композиторах
- Иоганн Себастьян Бах — композитор и богослов. Автор и ведущий: митрополит Иларион (Алфеев). Премьера: ТК «Культура» 25 апреля 2016 г.
- Антонио Вивальди — композитор и священник. Автор и ведущий: митрополит Иларион (Алфеев). Премьера: ТК «Культура» 17 февраля 2017 г.
- Гайдн. Семь слов Спасителя на кресте. Автор и ведущий: митрополит Иларион (Алфеев). Премьера: ТК «Культура» 10 апреля 2017 г.
- Перголези. Мать скорбящая стояла. Автор и ведущий: митрополит Иларион (Алфеев). Премьера: ТК «Культура» 10 апреля 2017 г.
- Последнее творение Моцарта. Автор и ведущий: митрополит Иларион (Алфеев). Премьера: ТК «Культура» 11 июля 2017 г.
- Рахманинов. Всенощное бдение. Автор и ведущий: митрополит Иларион (Алфеев). Премьера: ТК «Культура» 12 июля 2017 г.
- Чайковский — церковный композитор. Автор и ведущий: митрополит Иларион (Алфеев). Премьера: ТК «Культура» 13 июля 2017 г.
- Последняя симфония Брамса. Автор и ведущий: митрополит Иларион (Алфеев). Премьера: ТК «Культура» 9 июля 2018 г.
- Стравинский. Симфония псалмов. Автор и ведущий: митрополит Иларион (Алфеев). Премьера: ТК «Культура» 7 декабря 2018 г.
- Бетховен. Героизм духа. Автор и ведущий: митрополит Иларион (Алфеев). Премьера: ТК «Культура» 24 декабря 2018 г.
- Шостакович — летописец эпохи. Автор и ведущий: митрополит Иларион (Алфеев). Премьера: ТК «Культура» 28 января 2019 г.
- Шуберт. Недопетая песня. Автор и ведущий: митрополит Иларион (Алфеев). Премьера: ТК «Культура» 18 апреля 2019 г.
- Элгар. Серенада для струнных. Автор и ведущий: митрополит Иларион (Алфеев). Премьера: ТК «Культура» 28 января 2021 г.
- Барток. Дивертисмент. Автор и ведущий: митрополит Иларион (Алфеев). Премьера: ТК «Культура» 29 января 2021 г.
- Григ. Из времен Хольберга. Автор и ведущий: митрополит Иларион (Алфеев). Премьера: ТК «Культура» 9 марта 2022 г.
- Доменико Скарлатти. Духовная музыка. Автор и ведущий: митрополит Иларион (Алфеев). Премьера: ТК «Культура», 7 февраля 2022 г.
- Римский-Корсаков. Путь к невидимому граду. Автор и ведущий: митрополит Иларион (Алфеев). Премьера: ТК «Культура» 25 ноября 2022 г.
- Пауль Хиндемит и его благороднейшие видения. Автор и ведущий: митрополит Иларион (Алфеев). Премьера: ТК «Культура» 2 декабря 2022 г.
- Сезар Франк — «святой от музыки». Автор и ведущий: митрополит Иларион (Алфеев). Премьера: ТК «Культура» 5 декабря 2022 г.
- Роберт Шуман и его муза. Автор и ведущий: митрополит Иларион (Алфеев). Премьера: ТК «Культура» 15 декабря 2022 г.

Русское церковное пение от знаменного распева до Рахманинова
- Фильм 1: Древнерусские распевы. Автор и ведущий: митрополит Иларион (Алфеев). Премьера: ТК «Культура» 10 апреля 2023 г.
- Фильм 2: «Итальянщина». Автор и ведущий: митрополит Иларион (Алфеев). Премьера: ТК «Культура» 11 декабря 2022 г.
- Фильм 3: «Возродить первобытную старину». Автор и ведущий: митрополит Иларион (Алфеев). Премьера: ТК «Культура» 12 апреля 2023 г.
- Фильм 4: Рахманинов как церковный композитор. Автор и ведущий: митрополит Иларион (Алфеев). Премьера: ТК «Культура» 13 апреля 2023 г.

Святыни христианского мира
- Риза Богородицы. Автор и ведущий: митрополит Иларион (Алфеев). Премьера: ТК «Культура» 19 декабря 2023 г.
- Терновый венец. Автор и ведущий: митрополит Иларион (Алфеев). Премьера: ТК «Культура» 20 декабря 2023 г.
- Гроб Господень. Автор и ведущий: митрополит Иларион (Алфеев). Премьера: ТК «Культура» 21 декабря 2023 г.
- Сирия: по стопам апостола Павла. Автор и ведущий: митрополит Иларион (Алфеев). Премьера: ТК «Культура» 22 декабря 2023 г.

Библия в живописи
- Римские катакомбы. Автор и ведущий: митрополит Иларион (Алфеев). Премьера: ТК «Культура» 30 апреля 2024 г.
- Мозаики Равенны. Автор и ведущий: митрополит Иларион (Алфеев). Премьера: ТК «Культура» 1 мая 2024 г.
- От Византии к Древней Руси. Автор и ведущий: митрополит Иларион (Алфеев). Премьера: ТК «Культура» 4 мая 2024 г.
- Иванов и передвижники. Автор и ведущий: митрополит Иларион (Алфеев). Премьера: ТК «Культура» 5 мая 2024 г.

На разные темы
- Путь пастыря. К 65-летию Патриарха Московского и всея Руси Кирилла. Премьера: ТК «Россия-1» 20 ноября 2011 г. Автор и ведущий: митрополит Иларион (Алфеев).
- Единство верных. К 5-летию восстановления единства между Московским Патриархатом и Русской Зарубежной Церковью. Премьера: ТК «Россия-1» 16 мая 2012 г. Автор и ведущий: митрополит Иларион (Алфеев).
- Монастырь. Автор и ведущий: митрополит Иларион (Алфеев). Премьера: ТК «Культура» 15 декабря 2013 г.
- Имяславские споры. Автор и ведущий: митрополит Иларион (Алфеев). Премьера: ТК «Культура» Впервые показан на ТК «Культура» 13 декабря 2014 г.
- Старый обряд: история и современность. Автор и ведущий: митрополит Иларион (Алфеев). Премьера: ТК «Культура» и «Союз» в 2015 г.
- Гонимые. Фильм митрополита Илариона. Автор и ведущий: митрополит Иларион (Алфеев). Премьера: ТК «Россия-24» 1 января 2019 г.
- Нормандия — Неман: История одного полка. Автор и ведущий: митрополит Иларион (Алфеев). Премьера: ТК «Россия-24» 4 мая 2021 г.

## Учёные степени и звания
- Доктор философии Оксфордского университета (Великобритания, 1995 год)[212]
- Доктор богословия Свято-Сергиевского православного богословского института в Париже (Франция, 1999 год)[212]
- Профессор Московской духовной академии[213]
- Доктор философских наук (свидетельство Министерства образования и науки Российской Федерации от 20 мая 2016 года № 568/нк)
- Почётный доктор Санкт-Петербургской духовной академии (2011 год)[214]
- Почётный доктор богословия Минской духовной академии (2012 год)[215]
- Почётный доктор богословия Свято-Владимирской духовной семинарии в Нью-Йорке (США, 2014 год)[216]
- Почётный доктор Российского государственного социального университета (2010 год)[217]
- Почётный доктор богословия Богословского факультета Университета Каталонии (Испания, 2010 год)[218]
- Почётный доктор богословия Богословского факультета Университета Лугано (Швейцария, 2011 год)[219]
- Почётный доктор Прешовского университета (Словакия, 2011 год)[220]
- Почётный доктор богословия Университета Вилланова (США, 2012 год)[221]
- Почётный доктор духовной семинарии Nashotah house (США, 2012 год)[222]
- Почётный доктор Института теологии Белорусского государственного университета (2013 год)[223]
- Почётный доктор Российского государственного гуманитарного университета (2014 год)[224]
- Почётный доктор Великотырновского университета «Святых Кирилла и Мефодия» (2014 год)[225]
- Почётный доктор Московского государственного лингвистического университета (2017 год)[226]
- Почётный доктор Богословского факультета Апулии (Италия, 2017 год)[227]
- Почётный доктор Белградского государственного университета (Сербия, 2018 год)[228]
- Почётный профессор Русской христианской гуманитарной академии (2010 год)[229]
- Почётный профессор Уральской государственной консерватории им. М. П. Мусоргского (2012 год)[230]
- Почётный профессор Уральского государственного горного университета (2012 год)[231]
- Почётный профессор Московского государственного педагогического университета (2017 год)[232]
- Почётный профессор Московского государственного университета им. М. В. Ломоносова (2018 год)[233]
- Действительный член Академии Российской словесности[234]
- Почётный член Российской академии художеств (27 сентября 2016 года)[235]
- Член Союза композиторов России[236].

## Награды
Государственные

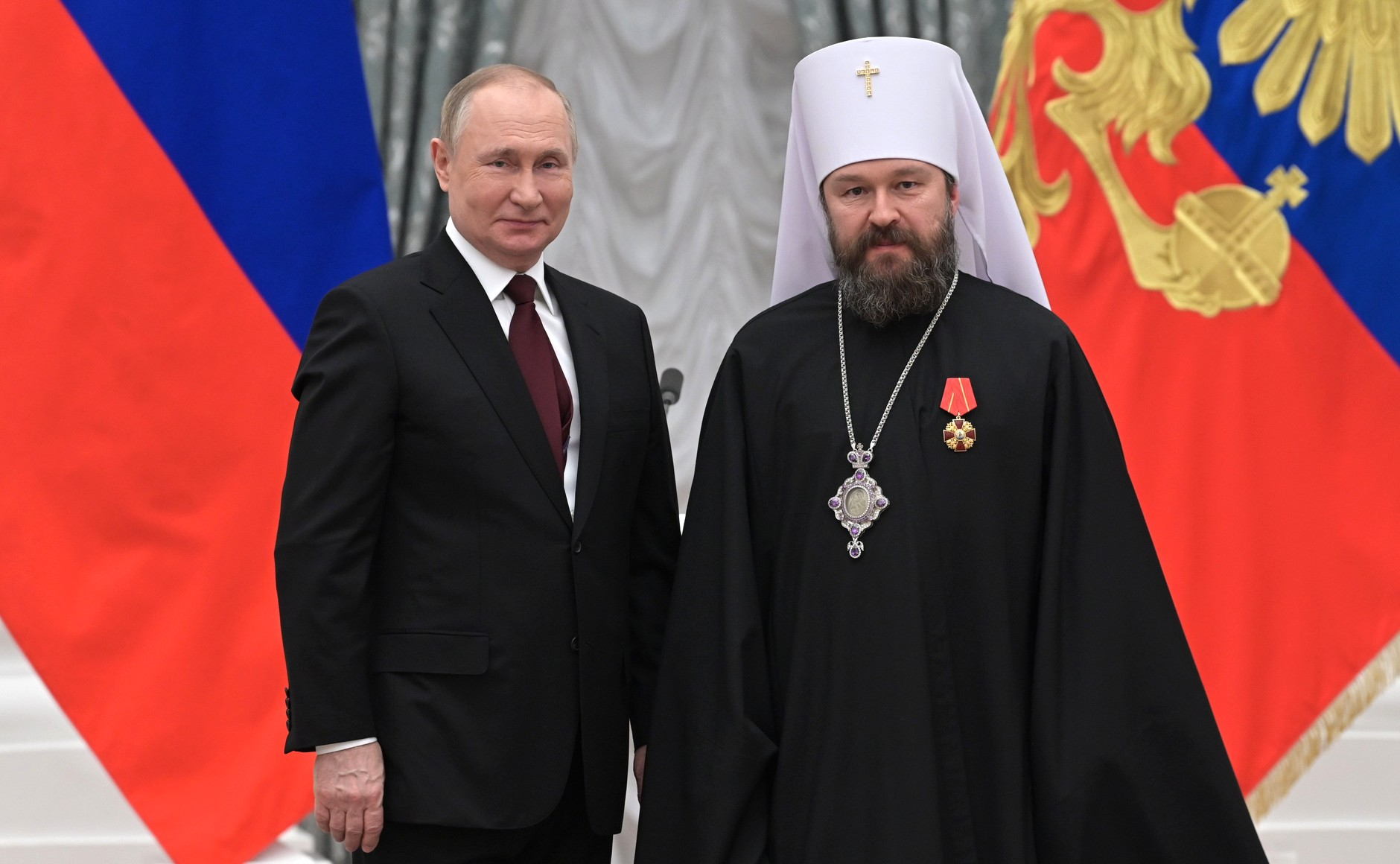
Награждение орденом Александра Невского, 2 февраля 2022 года

- Орден Александра Невского (18 мая 2021 года) — за большой вклад в развитие международных и межконфессиональных отношений, многолетнюю добросовестную работу[237]
- Орден Почёта (17 мая 2016 года) — за большой вклад в развитие духовной культуры и укрепление дружбы между народами[238][239].
- Орден Дружбы (20 июля 2011 года) — за большой вклад в развитие духовной культуры и укрепление дружбы между народами[240][241].
- Орден «За заслуги» III степени (Украина, 27 июля 2013 года) — за значительный личный вклад в развитие духовности, многолетнюю плодотворную церковную деятельность и по случаю празднования на Украине 1025-летия крещения Киевской Руси[242].
- Орден Заслуг (Командорский Крест со звездой) (Венгрия, 2019 год) — за неустанное провозглашение ценности христианства и его силы в сплочении сообщества, за привлечение к этим ценностям молодого поколения, за церковно-дипломатическую работу и содействие международному сотрудничеству христианских общин[243].
- Орден Заслуг (Командорский Крест) (Венгрия, 16 декабря 2013 года) — за вклад в укрепление межхристианского диалога, защиту христиан в современном мире, отстаивание основополагающих нравственных принципов Священного Писания, защиту института семьи, выдающиеся достижения в церковно-дипломатической миссии, а также за труды по углублению сотрудничества между историческими Церквами Венгрии и Русской Православной Церковью[244].
- Орден Сербского флага I степени (Сербия, 2022 год)[245]
- Орден Почётного легиона (Мексика, 17 января 2014 года) — в знак признания его выдающихся достижений на посту главы Отдела внешних церковных связей Московского Патриархата[246].
- Медаль Памяти 13 января (Литва, 4 марта 1992 года)[247]
- Государственная премия Российской Федерации в области литературы и искусства 2020 года (9 июня 2021 года) — за вклад в развитие отечественной культуры и просветительскую деятельность[248]

Ведомственные
- Нагрудный знак «За взаимодействие» Министерства иностранных дел России (2021 год)[249]

Церковные
- Орден преподобного Сергия Радонежского II степени (2021 год)[250]
- Орден Святого благоверного князя Даниила Московского II степени (2019 год)[251]
- Орден святителя Алексия, митрополита Московского II степени (24 июля 2016 года)[252]
- Грамоты Святейшего Патриарха Московского и всея Руси (1996 и 1999 год)
- Орден святого апостола и евангелиста Марка II степени Александрийской православной церкви (2010 год)[253]
- Орден святых первоверховных апостолов Петра и Павла II степени Антиохийской православной церкви, (2011 год)[254]
- Орден святого равноапостольного Константина Великого Сербской православной церкви, (2013 год)[255]
- Орден Святого Саввы II степени Сербской православной церкви, (2014 год)[256]
- Орден святых Кирилла и Мефодия I степени Болгарской православной церкви, (2014 год)[257]
- Золотой крест ордена святого апостола Павла Элладской православной церкви, (2013 год)[258]
- Орден святой равноапостольной Марии Магдалины II степени Польской православной церкви (2012 год)
- Орден святых равноапостольных Кирилла и Мефодия с золотой звездой Православной церкви Чешских земель и Словакии (2011 год)[259]
- Орден святителя Иннокентия Московского II степени Православной церкви в Америке (2009 год)[260]
- Орден священномученика Исидора Юрьевского II степени (Эстонская православная церковь Московского патриархата, 2010 год)[261]
- Орден святого благоверного воеводы Стефана Великого II степени (Православная церковь Молдовы, 2010 год)[262]
- Орден «За заслуги перед Православной Церковью в Казахстане» (Казахстанский митрополичий округ, 2013 год)[263]
- Орден святой Катарины Кантакузины Бранкович I степени — высшая награда Загребско-Люблянской митрополии Хорватии (2013 год)[264]
- Панагия с памятной надписью (2016 год)[265].
- Орден святого благоверного князя Александра Невского (Архиепископия западноевропейских приходов русской традиции, 15 февраля 2022)[266]
- Орден священномученика Горазда I степени (Православная церковь Чешских земель и Словакии; 19 августа 2022)[267]
- Крест вождя Георгия Стратимировича (Сремская епархия Сербской Православной Церкви, 2024 год)[268]

Общественные, академические и иные
- Медаль благоверного князя Константина Острожского (18 мая 2003 года, Попечительский совет польского журнала «Православное обозрение») — за выдающийся вклад в дело раскрытия современному поколению живого Предания Православной Церкви[269]
- Макарьевская премия (24 августа 2005 года) — за труд «Священная тайна Церкви. Введение в историю и проблематику имяславских споров».
- Sigillum Magnum — золотая медаль Болонского университета (Италия, 2010 год)[270]
- Орден Сербских Соколов (Общественная организация «Союз сербских Соколов», 2011 год)[271]
- Императорский орден Святой Анны I степени (24 апреля 2011 года, от «Российского императорского дома»)[272]
- Орден Российской академии художеств «За служение искусству» (11 июня 2013 года)[273]
- Медаль «За заслуги в области толерантности» (Экуменическая организация толерантности, 2013 г.)[274]
- Орден Национальной академии Мексики (2013 год)[246]
- Медаль «Аль-Хамд» («Восхваление и слава») (2016 год, Центральное духовное управление мусульман России)[275]
- Почетная медаль Съезда лидеров мировых и традиционных религий (2018 год)[276]

## Комментарии
1. ↑  Научный руководитель митр. Илариона в Оксфорде Себастьян Брок, однако, заявлял, что перевод в основном выполнен с английского, хотя и с обращением к сирийскому («based primarily on the English translation, though with reference to the Syriac original»)[210].